# Geschiedenis van de Verenigde Staten (1865-1918)
In de periode van 1865-1918 ontwikkelden de Verenigde Staten van Amerika zich tot een internationale grootmacht. In deze periode kampten de VS met de nasleep van de Burgeroorlog, terwijl zij zich tegelijkertijd industrialiseerden, overzeese gebiedsdelen alsmede het Panamakanaal verkregen en betrokken raakten bij de Eerste Wereldoorlog.

## Reconstruction

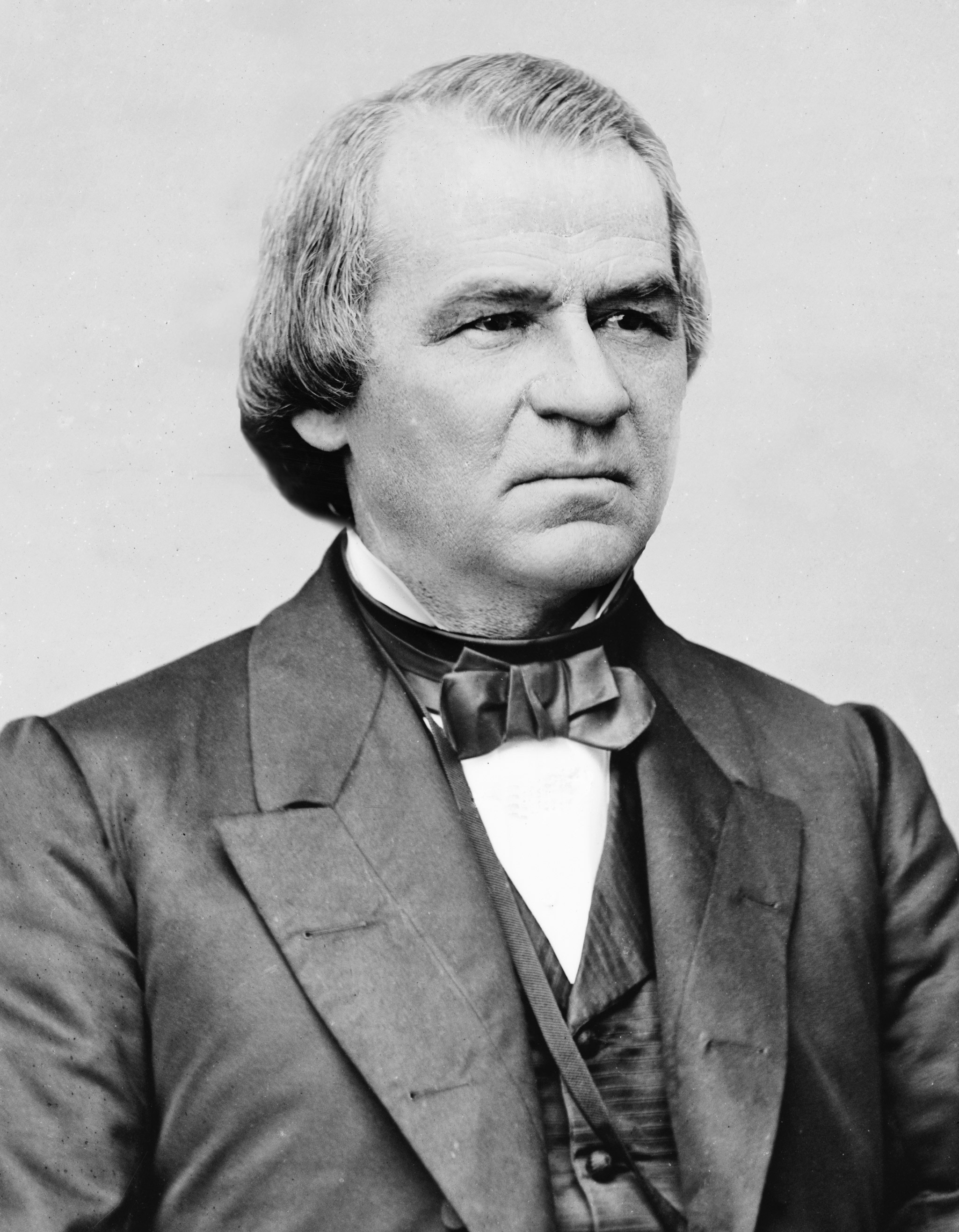
Andrew Johnson, president tijdens het begin van de Reconstruction, werd aan een impeachmentprocedure onderworpen.

Na de overwinning van de noordelijke Unie-staten in de Burgeroorlog volgde een periode van Reconstruction die van 1865 tot 1877 duurde. De voormalige Geconfedereerde Staten waren economisch en militair volledig verslagen en grote delen van het zuiden lagen in puin. Abraham Lincoln stond een mild beleid voor in de nasleep van de oorlog en wilde de verslagen staten zo snel en soepel mogelijk laten herintegreren in de Unie, maar de moord op de 16e president maakte van de Reconstruction een bitter gevecht. Het Congres, na 1866 voornamelijk in handen van radicale Republikeinen, eiste dat alle staten aan bepaalde voorwaarden moesten voldoen eer zij weer als volledig lid van de Unie konden functioneren. Er werden wetten opgelegd die de, nu in vrijheid levende, zwarte bevolking moest beschermen en die aan alle burgers gelijke rechten schonk. Tevens moesten de zuidelijke staten hun secessie formeel nietig verklaren en de zogenaamde Reconstruction Amendments goedkeuren, 3 amendementen op de grondwet die de slavernij definitief verbood en aan de zwarte bevolking het stemrecht gaf. Geconfedereerde functionarissen werd het stemrecht ontnomen. Ook werd het de vrije zwarte bevolking mogelijk gemaakt om zich verkiesbaar te stellen in de zuidelijke staten. In totaal werden tijdens de Reconstruction zo'n 1500 zwarte functionarissen verkozen op lokaal en staatsniveau. Aanvankelijk waren de tien Geconfedereerde staten (Tennessee was uitgesloten en werd al in 1866 wederom opgenomen in de Unie) opgesplitst in 5 militaire districten, elk met een militair bestuur dat de administratie over de staten uiteindelijk overdroeg aan de nieuw verkozen, Republikeinse, staatsoverheden.
Lincolns opvolger als president, Andrew Johnson, een Democraat uit Tennessee die als Lincolns running mate in 1865 vicepresident werd, stond aanvankelijk de harde lijn voor die door de radicale Republikeinen in het Congres werd bepleit. Maar nadat hij eenmaal president was geworden toonde Johnson zich een voorstander van een gematigd en toegevend beleid ten opzichte van het zuiden. Dit beleid bracht hem in direct conflict met het Congres. De eerste grote politieke confrontatie vond plaats in 1866 toen Johnson, die meerdere geconfedereerde functionarissen een presidentieel pardon had verleend, zijn veto uitsprak over een burgerrechtenwet die door het Congres was aangenomen. Hij deed dit op grond van het feit dat de 11 verslagen staten geen vertegenwoordiging in het Congres hadden en dat de wet intrad op de rechten die aan de staten zelf waren voorbehouden. De Democraten in het Congres, die de belangen van de blanke bevolking in het zuiden beschermden, steunden Johnson. De voorstanders van de wet in het Congres onder leiding van de Republikeinen hadden echter voldoende stemmen om het presidentiële veto ongedaan te maken. Later streed president Johnson ook tegen de aanname van het 14e amendement op de Grondwet die aan de meeste personen die in de VS werden geboren het staatsburgerschap verleende (indianen werden uitgesloten).
In reactie op deze en andere conflicten tussen Johnson en het Congres bespraken enkele leden van het Congres alsmede Johnsons minister van Oorlog Edwin Stanton, die fel tegenstander van de president was, openlijk plannen om een afzettingsprocedure tegen Johnson te beginnen. Het voorwendsel daartoe werd hen uiteindelijk door Johnson zelf in de schoot geworpen toen de president op een onwettelijke manier Stanton trachtte te vervangen door Lorenzo Thomas.
Op 24 februari werden door het Huis van Afgevaardigden met 126 stemmen voor en 47 tegen zogenaamde Impeachment Artikelen aangenomen. Hierdoor werd het in de Grondwet vastgelegde proces voor een afzettingsprocedure van een zittende president (Impeachment) voor de eerste maal in de Amerikaanse geschiedenis in werking gesteld. De formele rechtszaak tegen de president in de Senaat werd voorgezeten door de opperrechter van de Verenigde Staten Salmon P. Chase. De zaak draaide voor een groot deel rond de poging van Johnson om Stanton te vervangen. Volgens Johnsons tegenstanders was dit in strijd met de wet die een president verbiedt zonder reden kabinetsleden te ontslaan zonder goedkeuring door de Senaat. Johnsons verdediging pleitte dat Stanton door Lincoln was aangesteld en daardoor niet onder de provisies van de wet viel. Johnson vond dat hij hem door een door hemzelf aangesteld persoon kon vervangen. Na een slepend proces kwam het uiteindelijk in de Senaat tot een stemming waarbij voor feitelijke afzetting een 2/3 meerderheid is vereist. Deze meerderheid werd echter met één stem te kort niet gehaald en Johnson overleefde de procedure. Johnsons status als president werd door het proces echter danig aangetast en hij zou de rest van zijn termijn relatief weinig invloed meer uit kunnen oefenen.

### Het einde van deReconstruction
Voor de presidentsverkiezingen van 1868 nomineerden de Republikeinen de oorlogsheld en generaal U. S. Grant en hij won met gemak het presidentschap. Grant regeerde voor twee volle termijnen dankzij een enorme winst bij de verkiezingen van 1872 en hij leidde de regering tot 1877. In deze periode werd de Republikeinse Partij geplaagd door beschuldigingen van corruptie en Grant werd door velen als zwak beschouwd. Gedurende deze jaren verloren sommige radicale Republikeinen het vertrouwen in de Reconstruction en in het zuiden kregen de Democraten, die fel tegen de Reconstruction waren, steeds meer macht. Voor een deel werd de vooruitgang die de bevrijde zwarten hadden geboekt weer teruggedraaid. De Ku Klux Klan groeide in de zuidelijke staten maar deze beweging werd hard bestreden door de regering van Grant die openlijk geweld tegen zwarten niet tolereerde.
In de drie jaar tussen 1868 tot 1870 waren alle voormalige rebellerende staten weer toegelaten tot de Unie en gematigde Democraten begonnen zich meer op economische zaken te richten dan op hun verzet tegen de Reconstruction. Democraten en gedesillusioneerde Republikeinen begonnen in de zuidelijke staten coalities te vormen en in 1873 waren nog slechts 4 voormalige geconfedereerde staten voorzien van een Republikeins bestuur en in 1875 geen enkele meer. Ook landelijk verging het de Republikeinse Partij slecht nadat de schuld voor een scherpe economische neergang in 1872 bij Grant werd gelegd en de partij bij Congresverkiezingen in 1874 de controle over het Huis van Afgevaardigden verloren had aan de Democratische Partij. Bepleiters van de Reconstruction verloren gaandeweg interesse aangezien alle belangrijke doelen waren bereikt, namelijk de wederopneming van de zuidelijke staten in de Unie, de aanname van de grondwetswijzigingen die de zwarte bevolking burgerrechten verschafte en de ondermijning van geconfedereerd nationalisme in het zuiden. Verdere militaire aanwezigheid in het zuiden werd als onwenselijk en ongrondwettelijk gezien.

#### Verkiezingen van 1876
Zie voor het hoofdartikel over dit onderwerp Amerikaanse presidentsverkiezingen 1876

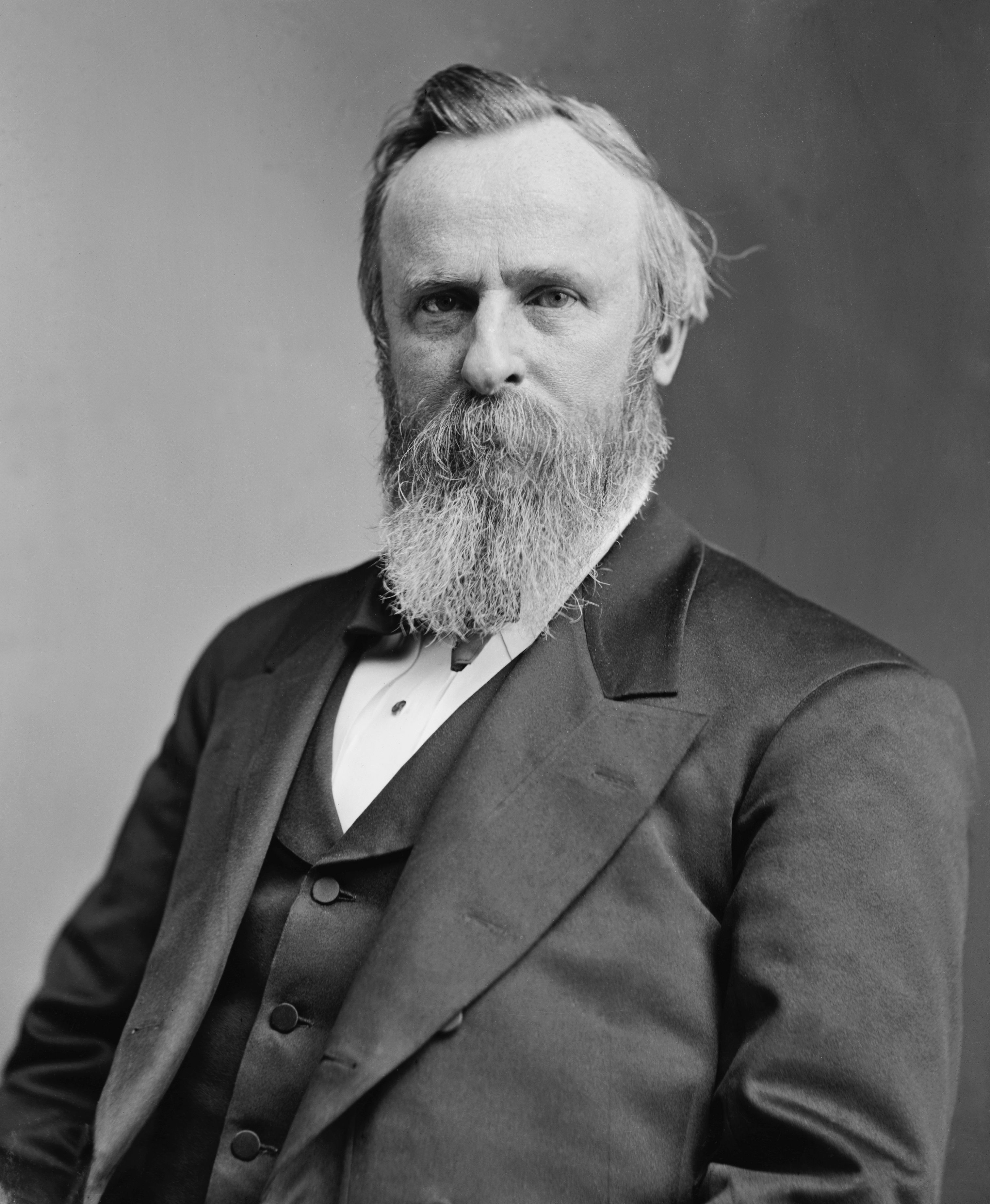
Rutherford Birchard Hayes, winnaar van de controversiële verkiezingen van 1876.

Grant stelde zich niet herkiesbaar voor een derde termijn in 1876. Voor de Democraten was Samuel Tilden de kandidaat terwijl de Republikeinen na zeven stemrondes tijdens hun conventie gouverneur Rutherford B. Hayes van Ohio naar voren schoven. Tilden, die in New York naam gekregen had als de man die de machtige en corrupte partijbaas in die staat, Boss Tweed had berecht, stond hervormingen voor in reactie op de corruptie tijdens de regering van Grant terwijl de Republikeinen campagne voerden met de Burgeroorlog in het achterhoofd. De slogan van de Republikeinen die bij velen aansloeg luidde: "Niet elke Democraat was een rebel maar elke rebel was een Democraat". Beide kandidaten stonden een formeel einde van de Reconstruction voor.
De verkiezingen draaiden uit op een politieke en constitutionele crisis en staan te boek als de meest betwiste in de Amerikaanse geschiedenis. Tilden won nipt waar het het aantal uitgebrachte stemmen betrof maar het Amerikaanse systeem, dat aan een kandidaat die in een gegeven staat de meeste stemmen behaalt alle kiesmannen van die staat toegewezen krijgt zorgde ervoor dat de uitslag in het Kiescollege verre van zeker was. Tilden had een voorsprong van 184-165 nadat op 4 na alle staten hun uitslagen hadden gecertificeerd. In Florida, Louisiana en South Carolina echter had iedere partij de overwinning van haar kandidaat geclaimd en in Oregon was de grondwettelijke legaliteit van één kiesman betwist. Samen waren deze vier staten goed voor 20 kiesmannen.
In Florida, Louisiana en South Carolina, samen goed voor 19 kiesmannen, vertoonden de officiële uitslagen een lichte voorsprong voor Tilden maar er was sprake geweest van ernstige verkiezingsfraude en veel Republikeinse aanhangers werden met geweld bedreigd. Een andere complicatie was dat de Democraten hun ticket in veel gevallen hadden voorzien van het portret van Abraham Lincoln, de vermoorde Republikeinse president. Uiteindelijk bepaalde in alle drie de staten een verkiezingscommissie dat de kiesmannen voor de betreffende staat aan Hayes werden toegewezen. De gouverneurs van deze staten verzegelden de uitslag en stuurden die naar Washington, DC waar de officiële telling van de door kiesmannen uitgebrachte stemmen werd gehouden in de Senaat. In Florida en Louisiana werden echter ook door Democratische functionarissen verzegelde uitslagen naar Washington gestuurd terwijl in South Carolina de Democratische kiesmannen uit eigen beweging hun uitslag eveneens verstuurden. In Oregon kwam Hayes als overwinnaar uit de bus maar de Democratische gouverneur betwistte een van Hayes' kiesmannen op grondwettelijke grond en ook vanuit deze staat werden er twee sets van uitslagen gerapporteerd.
De officiële uitslagen gaven aldus een voorsprong van één stem (185-184) in het voordeel van Hayes weer maar de Democraten betwistten dit in hevige mate. Spanningen tussen de twee kampen liepen hoog op en er werden dreigementen geuit dat Hayes nooit geïnaugureerd zou worden. President Grant zag zich zelfs genoodzaakt de militaire aanwezigheid in Washington D.C. in de aanloop naar de inauguratie op te voeren.
De Republikeinen stelden dat de Grondwet de uiteindelijke optelling van de door de kiesmannen uitgebrachte stemmen overliet aan de president pro-tempore van de Senaat, een Republikein die in het voordeel van Hayes zou beslissen, terwijl de Democraten stelden dat een stem die betwist werd door een van de kamers van het Congres niet meegeteld kon worden. Hiermee hadden de Democraten in het Huis van Afgevaardigden de kans de uitslag in het voordeel van Tilden te beslechten. Een periode van politiek touwtrekken volgde over de betwiste stemmen totdat op 29 januari 1877 door het Congres een commissie in het leven werd geroepen om de zaak te beslechten. Iedere kamer van het Congres verschafte 5 commissieleden die evenredig over Democraten en Republikeinen waren verspreid. Het Hooggerechtshof leverde de andere 5 leden, 2 hiervan waren Democraat en 2 Republikein. Deze vier rechters kozen het vijfde lid dat het Hooggerechtshof zelf vertegenwoordigde en de keus viel op de nominaal Republikeinse maar onpartijdig geachte Joseph Bradley. De commissie behandelde de betwiste stemmen per staat en uiteindelijk werden in alle vier de gevallen na een stemming van 8-7 door de commissie, slechts drie dagen voor de inauguratie, de kiesmannen aan Hayes toegewezen die aldus de 19e president van de Verenigde Staten werd. Kort daarop werd het hoofdstuk van de Reconstruction definitief gesloten.

### Rasrelaties naReconstruction

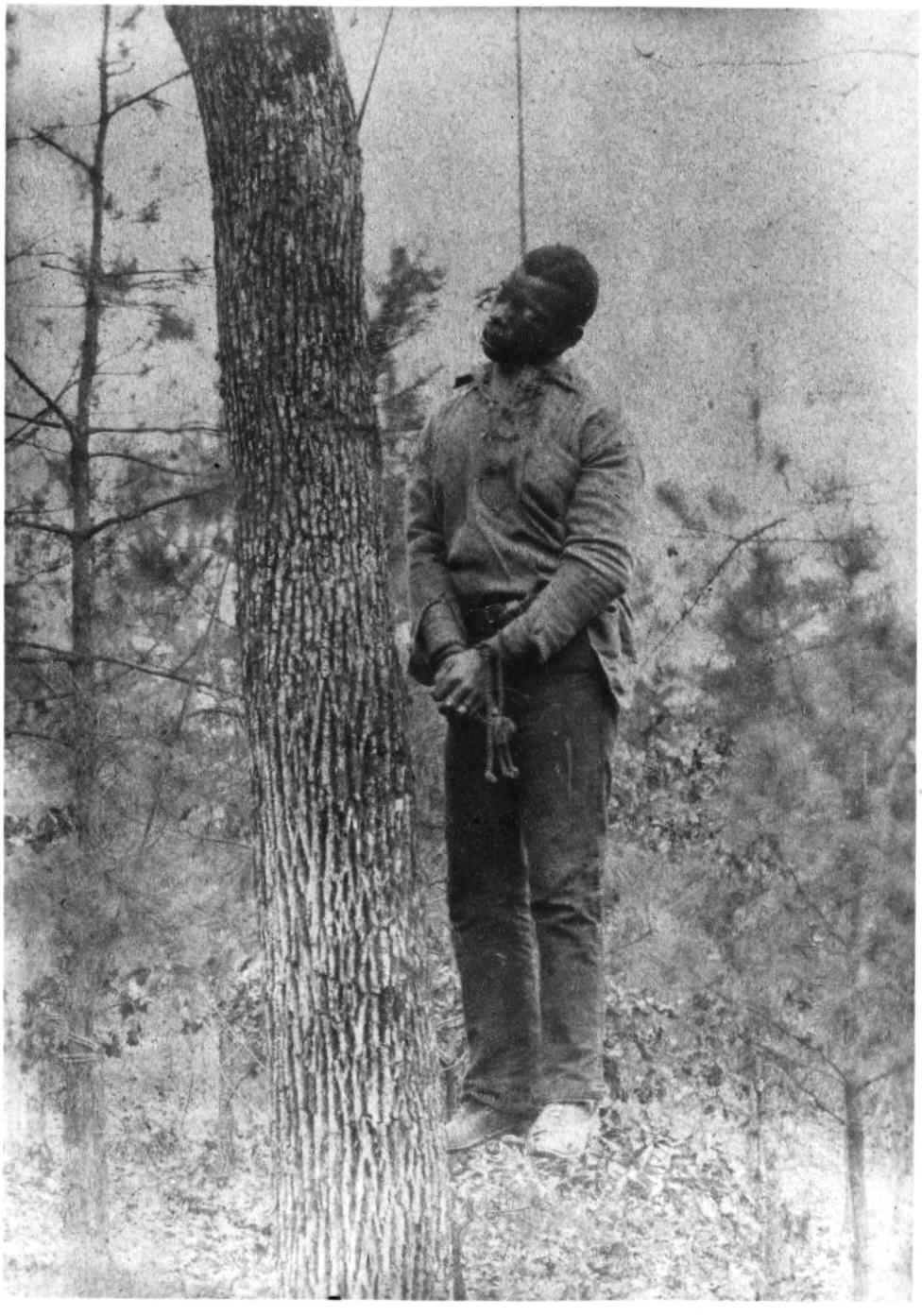
Foto van een lynching, eind 19e eeuw

Het einde van de Reconstruction betekende veelal een ommekeer in de gelijke status die zwarten in de zuidelijke staten hadden genoten sinds de afschaffing van de slavernij. Het werd zwarten moeilijker gemaakt om hun stemrecht uit te oefenen en soms werden zij gelyncht. Via de zogenaamde Jim Crowwetten werd het openbare leven in het zuiden veelal gescheiden met aparte voorzieningen voor blanken en gekleurde personen. Ook begon de Ku Klux Klan in deze periode sterker te groeien en werden in sommige streken zwarte families gedwongen te vertrekken. Democraten die wederom aan de macht kwamen in de zuidelijke staten namen wetten aan die bijvoorbeeld de vertegenwoordiging van zwarten en Republikeinen beperkte door kiesdistricten zo te wijzigen dat deze in bepaalde districten werd geconcentreerd.
In 1896 besloot het Amerikaans Hooggerechtshof in de zaak Plessy v. Ferguson dat [[Rassensegregatie|rassenscheiding] niet ongrondwettelijk was mits er aparte maar wel gelijkwaardige voorzieningen voor zwarten waren. Dit principe werd Separate but equal genoemd oftewel apart maar gelijk. Eerder werd al in 1883 bepaald dat alleen discriminatie van overheidswege was verboden maar niet in de privésfeer. Rasrelaties in de Verenigde Staten zouden problematisch blijven tot in het midden van de 20e eeuw.

## Immigratie en de trek westwaarts

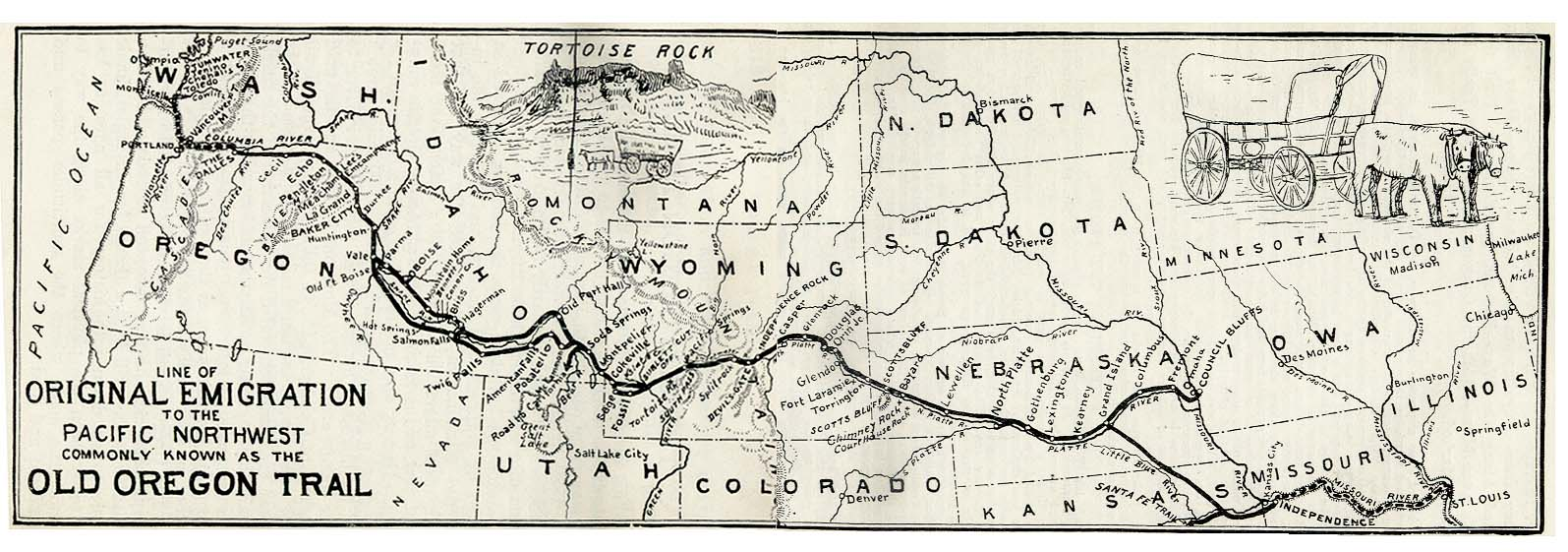
"Oregon trail" - migratie van Oost naar West

De reeds voor de Burgeroorlog begonnen expansie naar het westen zette zich na het conflict onverminderd voort. Via de Oregon Trail en andere routes stroomden duizenden mensen de relatief dunbevolkte gebieden ten westen van de Mississippi binnen. Al voor de Burgeroorlog waren enkele staten gevormd en in de halve eeuw tussen 1865 en 1915 zouden er nog vele volgen.
Ook vanuit het buitenland kwam een ware volksverhuizing op gang, met miljoenen immigranten uit alle delen van de wereld die in de Verenigde Staten een beter bestaan wilden opbouwen, weg van de honger en oorlogen van het moederland, de pogroms en discriminatie. Zo kwamen tussen 1880 en 1920 zo'n 2 miljoen [Joodse Amerikanen|Joden]] Amerika binnen en kenden de decennia van 1900 tot 1920 de influx van ongeveer 2 miljoen Italianen. Vele miljoenen arriveerden ook vanuit Duitsland, Polen, Rusland, het Habsburgse Rijk, Oost-Europa en Scandinavië. Ook vanuit Canada arriveerden er een miljoen Franstaligen die voornamelijk naar New England trokken. Andere immigranten die het land binnenstroomden vestigden zich over het algemeen in min of meer gescheiden gemeenschappen. Zo ontstond er een grote Italiaanse gemeenschap in New York, vestigden vele Ieren zich rond Boston en werd het middenwesten het nieuwe thuis voor Duitsers en Scandinaviërs. Deze zoektocht naar een beter bestaan zou de term De American Dream scheppen en van de Verenigde Staten een ware smeltkroes van volkeren maken.

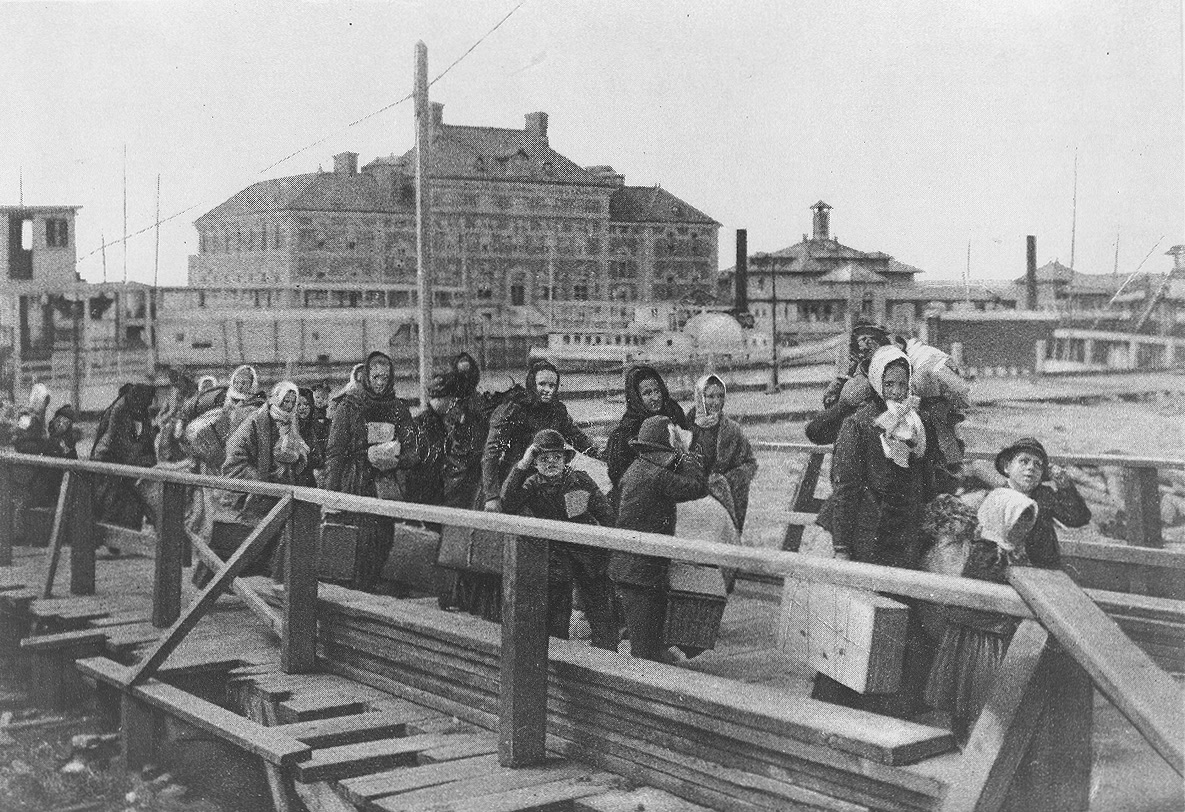
Miljoenen immigranten zetten hun eerste voet op Amerikaanse bodem te Ellis Island in de haven van New York zoals op deze foto uit 1902

In totaal groeide het aantal immigranten in deze periode met ongeveer 37 miljoen en de totale Amerikaanse bevolking, die in 1880 voor het eerst de 50 miljoen overschreed, groeide aanzienlijk hetgeen mede van de VS een economische grootmacht maakte. De eerste aanleghaven voor de meeste nieuwkomers was New York waar het Vrijheidsbeeld, het door Bartholdi ontworpen en in 1886 onthulde monument dat door Frankrijk aan de Verenigde Staten was geschonken, de toekomstige Amerikaanse burgers verwelkomde. De eerste voet op Amerikaanse bodem voor vele miljoenen immigranten was Ellis Island, dat in 1892 de eerste immigranten verwerkte en tot in de 20e eeuw in gebruik was. Tegenwoordig is het eiland in de wateren rond New York een nationaal monument dat samen met het Vrijheidsbeeld door de National Park Service wordt beheerd.
Niet alle immigranten waren echter even welkom en de immigratie van bijvoorbeeld Chinezen werd in 1882 via de Chinese Exclusion Act onmogelijk gemaakt. Chinezen waren hiervoor vooral naar de westelijke staten getrokken, de onstabiele situatie in hun moederland achterlatend om aan de spoorwegen te werken of deel te nemen aan de diverse uitbraken van goudkoorts aldaar. Voor personen van Japanse afkomst was het vanaf het midden van het eerste decennium van de 20e eeuw eveneens moeilijk om het land binnen te komen hoewel velen via Hawaï, dat toentertijd nog geen staat was, via een omweg alsnog de VS bereikten. Ook werden aan het eind van de 19e en het begin van de 20e eeuw diverse wetten aangenomen die bijvoorbeeld chronisch en mentaal zieke personen uit het land weerden.

### Indianenbeleid

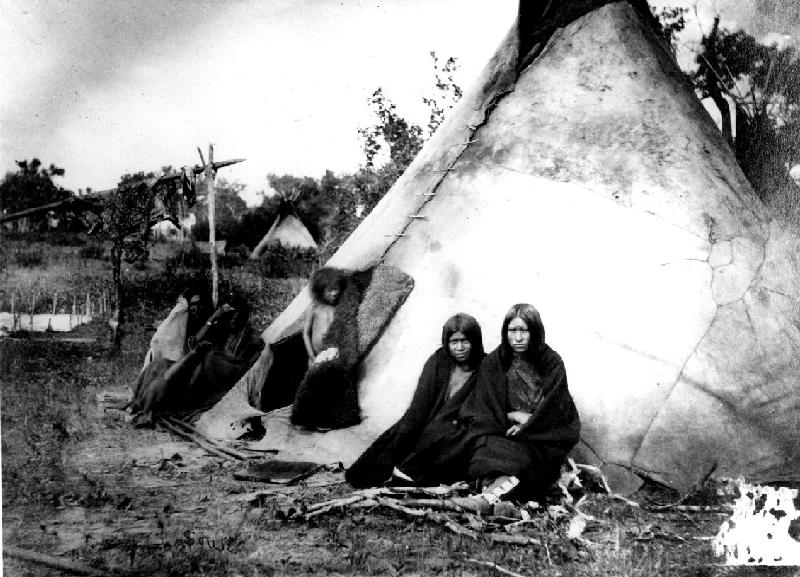
Een kamp van Arapaho is te zien op deze foto van circa 1870

Kort na het ontstaan van de VS was het het beleid van de regering ten aanzien van de indiaanse bevolking om deze westwaarts te verplaatsen, soms gedwongen, en deze in reservaten te huisvesten. Interactie tussen de indianen en blanken werd zo veel mogelijk vermeden, of er werd getracht om indianen te assimileren in de samenleving, aanvankelijk met weinig succes. De steeds verder westwaarts trekkende Amerikanen kwamen echter na het midden van de 19e eeuw vaker dan voorheen in direct en indirect conflict met indianen. De jacht op de Amerikaanse bizon, die op de rand van uitsterven werd gebracht, had negatieve effecten op indianenstammen die op de prairies leefden en de bizon gebruikten voor voedsel, kleding, huisvesting en de vervaardiging van gebruiksvoorwerpen.
Oorlogen tussen indianenstammen en het leger werden min of meer regelmatig uitgevochten in deze periode van westwaartse expansie van de bevolking. Deze indianenoorlogen dateerden al uit de tijd van de vroegste Engelse en Franse penetraties in het Noord-Amerikaanse continent en vaak was het niet zo simpel als het traditionele beeld van een Europese of Amerikaanse militaire macht tegen indianenstammen die vreedzaam trachtten te overleven. Menig conflict, vooral tijdens de koloniale periode en de eerste decennia na het ontstaan van de VS, bestond uit verschillende indianenstammen die aan de zijde van een of andere blanke legermacht, tegen andere stammen streden. Ook streden de indianen niet als een verenigd geheel, maar waren sommige stammen militanter dan andere en raakten zij ook regelmatig slaags met elkaar. Daarbij moet ook worden opgemerkt dat de wijze van oorlogvoering zoals de indianen die beoefenden in Europese en Amerikaanse ogen als wreed en meedogenloos werd gezien.
De Comanche, Cheyenne en Arapaho raakten allen meerdere malen in conflict met Amerikaanse troepen in de periode tussen 1865 en het einde van de eeuw. Ook in het noordwesten, in Californië, Idaho, Oregon en Washington vonden oorlogen plaats die pas in 1879 ten einde kwamen nadat de Shoshone waren verslagen. Eerder vonden er gevechten plaats tussen het leger en de Nez Perce nadat deze een groep pioniers hadden vermoord. De Ute-indianen hadden in september 1879 een groep cavalerie en infanterie van het Amerikaanse leger in de Red Canyon aangevallen, resulterend in een bloedige veldslag. Uiteindelijk werden de Ute in 1880 definitief verslagen.

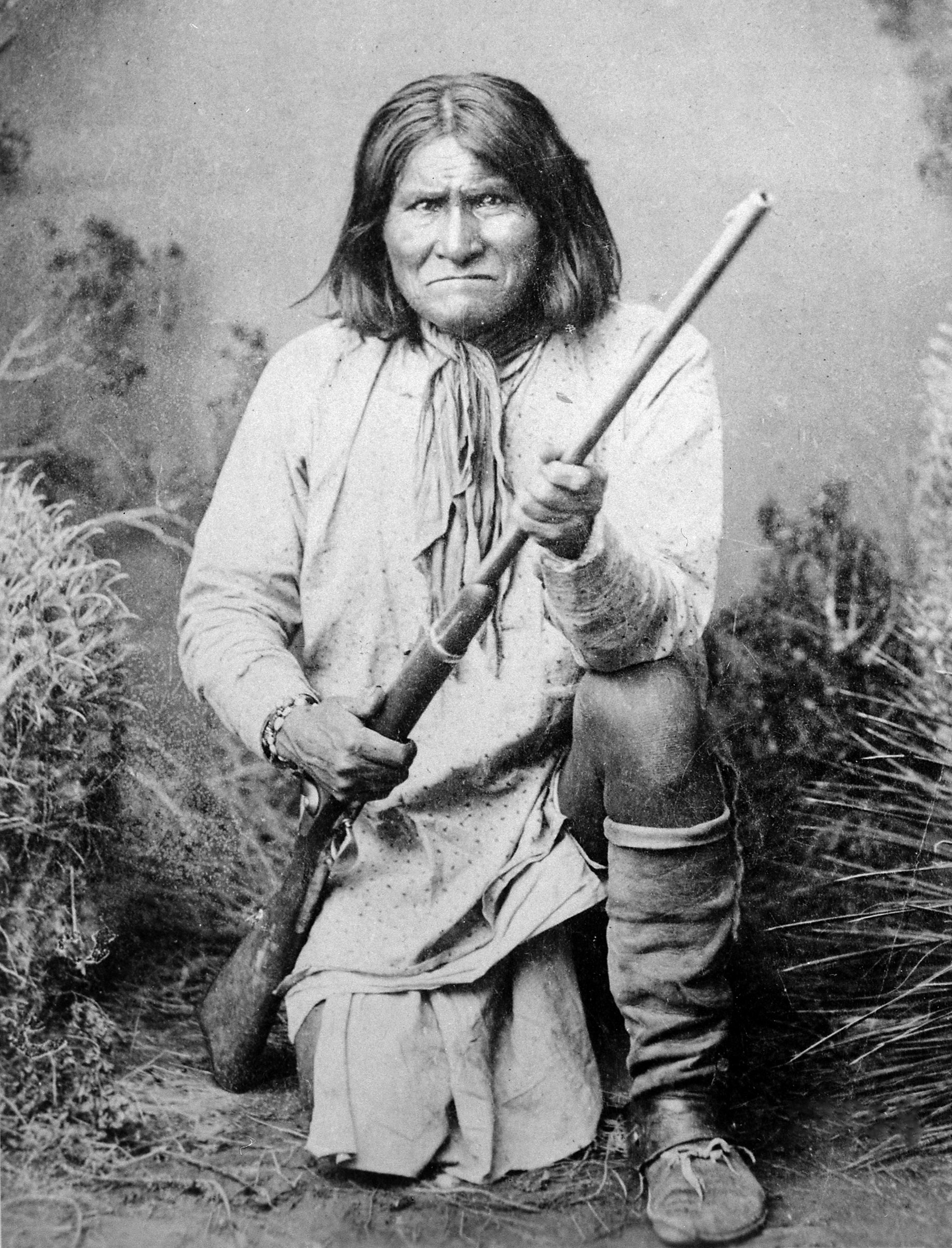
Geronimo, het opperhoofd van de Apache, gaf zich in 1886 over

Ook de Apache in het zuidwesten van het land voerden bloedige gevechten met het leger in de Apache-oorlogen van 1864 tot 1886. De Apache, onder leiding van hun charismatische opperhoofd Geronimo, werden pas in 1886 gedwongen zich over te geven.
De Sioux-indianen, die van het gebied rond de Grote Meren naar de prairies in het westen trokken, hadden een reputatie van meedogenloosheid en gewelddadigheid nadat zij op hun trek menig andere stam bloedig hadden bestreden. Zij hadden voor én tijdens de Burgeroorlog ook al enkele malen het Amerikaanse leger bevochten, meest recentelijk van 1866-1868. De Sioux, onder opperhoofd Red Cloud, bevochten vrij succesvol het leger en hen werd bij het Verdrag van Fort Laramie (1868) een groot gebied gegeven waar zij een reservaat, vrij van Amerikaanse militaire aanwezigheid en interventie, oprichtten.
De laatste, en meest bekende, veldslag tussen de Sioux en het leger vond plaats nabij een riviertje in South Dakota, de Little Bighorn. Een goudkoorts in de Black Hills in 1876 zorgde voor een invasie van goudzoekers die op en rond land dat door de Sioux werd opgeëist goudmijnen exploiteerden. Het leger greep niet in tegen de goudzoekers maar kwam wel in actie tegen de Sioux, die onder leiding van hun opperhoofd Crazy Horse stonden.
Het 7e regiment cavalerie onder luitenant kolonel George Armstrong Custer, afgescheiden van de hoofdmacht van het leger, stuitte in 1876 op een kamp van de Sioux, waarop Custer besloot het gevecht aan te gaan. Dit treffen werd bekend als Custer's Last Stand en is nu deel van de Amerikaanse folklore. De slag liep desastreus af voor de Amerikanen die ver in de minderheid waren tegen de Sioux. Alle soldaten, inclusief Custer zelf, sneuvelden in deze Slag bij de Little Bighorn. Ondanks hun overwinning werden de Sioux en hun bondgenoten vrij snel hierna definitief verslagen en in 1877 gaf Crazy Horse zich over.
Het laatste treffen tussen een indianenstam en het Amerikaanse leger vond op 29 december 1890 plaats toen er een bloedbad werd aangericht nadat 500 soldaten een groep militante Sioux op het Pine Ridge Reservation (South Dakota) nabij Wounded Knee trachtten te ontwapenen. Na een overnachting in de buurt van Wounded Knee Creek werden de indianen omsingeld. Ze waren bijna ontwapend toen een handgemeen uitbrak omdat een jonge krijger zijn nieuw geweer niet wilde afgeven. Er viel een schot tussen de worstelende mannen en een Amerikaans soldaat werd geraakt. De soldaten openden, met ondersteuning van machinegeweren, van dichtbij het vuur op de indianen die nog slechts gewapend waren met de stokken en messen die die ze hadden verborgen in dekens. Vluchtende Indianen werden achtervolgd en soms kilometers ver van het kamp gedood. Hierbij vielen meer dan 200 doden aan indiaanse kant - ook vrouwen en kinderen - en 25 aan Amerikaanse kant.
Aan het einde van de eeuw liepen de gewapende conflicten langzaamaan ten einde en koos men voor een ander indianenbeleid. De in 1887 door het Congres aangenomen Dawes Act gaf de president de autoriteit om land dat door indianenstammen werd bewoond op te delen en aan familiehoofden voor 25 jaar in bruikleen te geven waarna de familie volledig bezit van het land kon nemen en tevens de Amerikaanse nationaliteit werd geschonken. Land dat overbleef werd echter aan blanke pioniers verkocht. Het resultaat was dat grote delen van indiaans land in blanke handen overging. De gedachte achter de Dawes Act was om indianen beter te laten integreren in de Amerikaanse samenleving, een kans die door velen gegrepen werd. Diegenen die echter weigerden om in de blanke samenleving te assimileren bleven op de reservaten gehuisvest waar zij veelal in armoede leefden.

### De Unie groeit

De Vlag van de Verenigde Staten zoals die tussen 1896 en 1908 over het land wapperde

De toenemende bevolking, deels door de stroom immigranten gevoed, en de immer westwaartse uitbreiding van deze bevolking zorgde in de periode tussen de Burgeroorlog en de Eerste Wereldoorlog voor een uitbreiding van de Unie met maar liefst 12 staten. In 1867 en 1876 respectievelijk werden Nebraska en Colorado lid van de Unie en in de 7 jaar tussen 1889 en 1896 werden nog eens 7 nieuwe staten toegelaten tot de unie: North Dakota, South Dakota, Montana en Washington in november 1889 en Idaho en Wyoming in het daaropvolgende jaar terwijl Utah in 1896 een staat werd.
In 1907 werd het voormalige Indian Territory een staat onder de naam Oklahoma terwijl in het zuidwesten, in 1912, het gebied van de 48 aaneengesloten staten werd ontsloten met de toelating van New Mexico en Arizona waarmee in deze periode het aantal sterren op de vlag van de Verenigde Staten toenam van 36 tot 48. Het zou hierna 47 jaar duren voordat er weer een ster aan de vlag zou worden toegevoegd na de toelating van Alaska tot de VS als 49e staat.

## Industrialisatie
In de periode die volgde op de Burgeroorlog begonnen de Verenigde Staten zich in snel tempo economisch te ontwikkelen tot een grootmacht. Deze Tweede Industriële Revolutie transformeerde de economie van het land tot verreweg de grootste ter wereld. De uitgestrektheid van het land en de bijbehorende landbouwgronden, de vele natuurlijke grondstoffen die de bodem rijk is en een schier onuitputtelijke stroom van immigranten lagen hieraan ten grondslag. Deze economische groei werd vergemakkelijkt door een zich snel uitbreidende infrastructuur, een transportnetwerk dat alle delen van het land met elkaar verbond. Transport te water ging via de rivieren en kanalen die werden aangelegd alsmede langs de kust terwijl te land de spoorwegen van cruciaal belang waren voor de ontsluiting van het continent.

### Transcontinentale Spoorweg

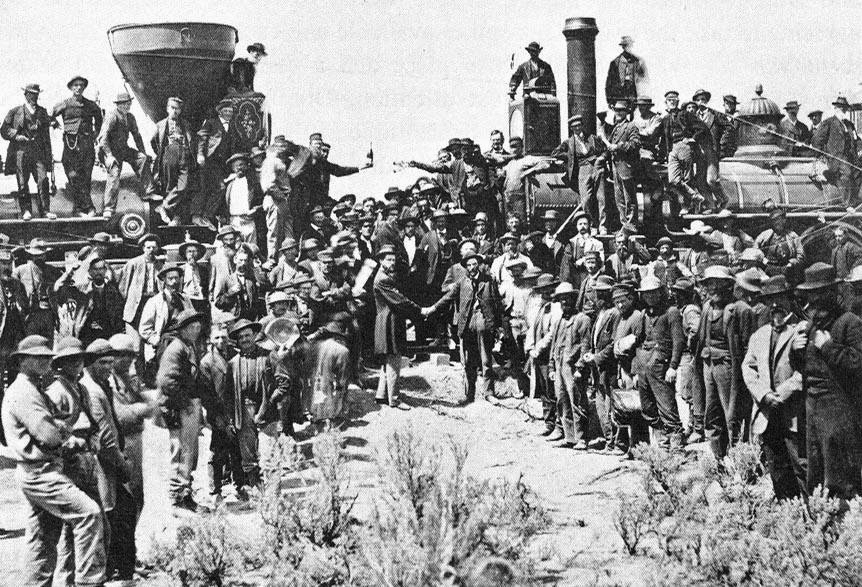
De Gouden Spijker werd op 10 mei 1869 geslagen bij Promontory Point, Utah, daarmee de Transcontinentale Spoorweg voltooiend

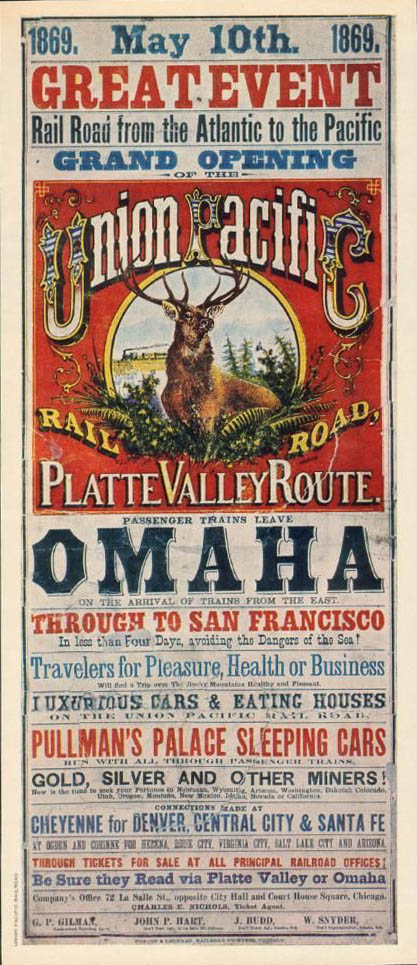
Poster advertentie van 1869 voor de Transcontinentale Spoorweg

Na de Burgeroorlog werden de oost- en westkust van het Noord-Amerikaanse continent door middel van de Transcontinentale Spoorweg met elkaar verbonden. Het idee voor deze spoorlijn had zijn oorsprong lang voor de oorlog maar het conflict bracht het belang ervan naar voren. In 1862 werd de Pacific Railway Act aangenomen die de lijn formeel autoriseerde en begonnen de Union Pacific Railroad en de Central Pacific Railroad met de aanleg ervan. De twee spoorlijnen ontmoetten elkaar in Utah waar op 10 mei 1869 de ceremoniële gouden spijker in de grond werd geslagen nabij Promontory Point. Tot 1872 moesten treinen nog wel per veerboot de Missouri oversteken maar dit werd overbodig na opening in dat jaar van een spoorbrug over de rivier. Met de voltooiing van de spoorlijn werd de tijd die nodig was om over land van New York naar San Francisco te reizen van meerdere maanden gereduceerd tot één week.

### Technische innovaties

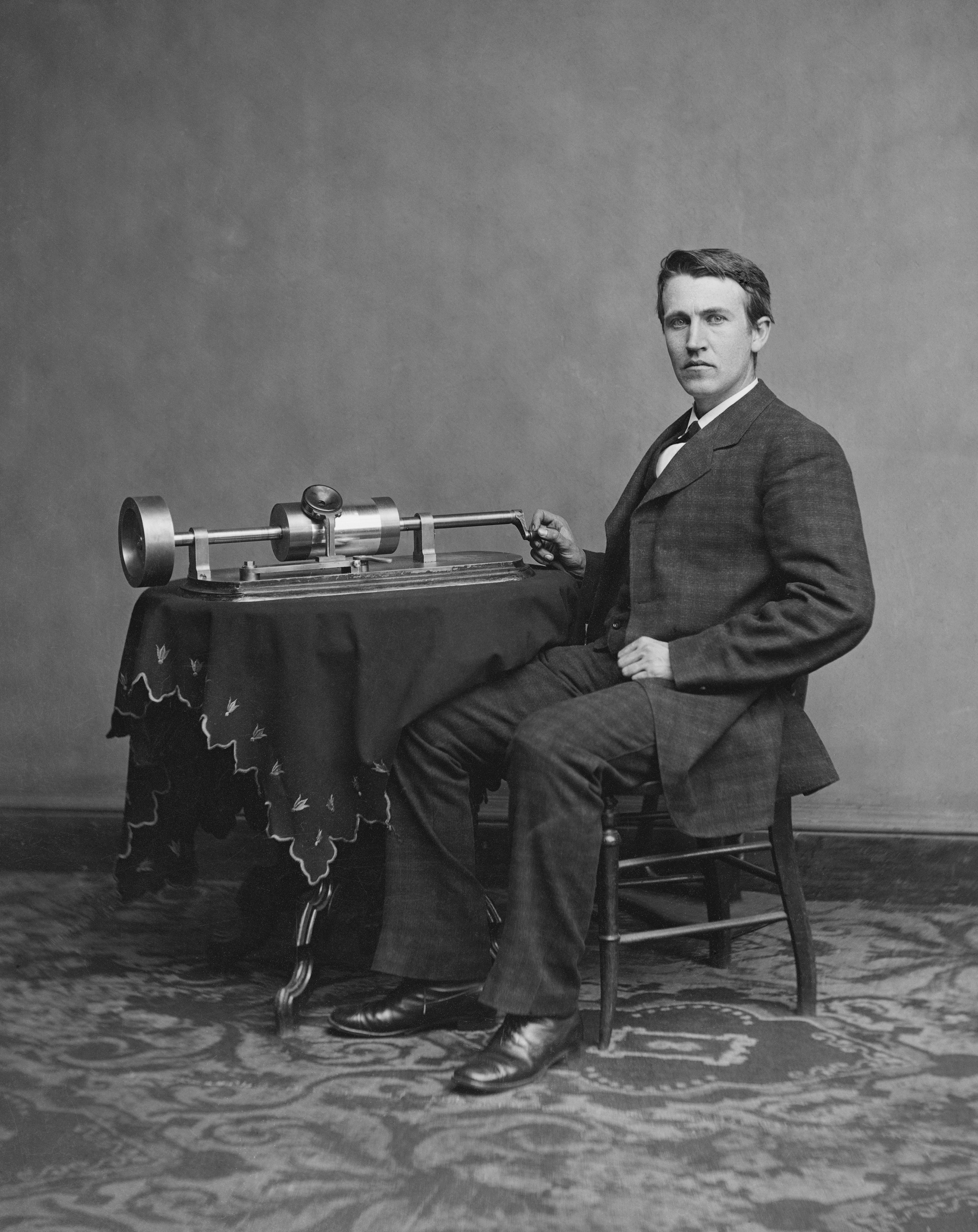
Thomas Edison toont zijn fonograaf

De Verenigde Staten, gedreven door de enorme economische expansie, werden het toneel van vele technische en wetenschappelijke innovaties. Rond de tijd dat het land zijn 100-jarig bestaan vierde in 1876, werden de telefoon en telegraaf gemeengoed. Thomas Edison, recordhouder wat betreft het aantal patenten die hij in bezit had, ontwikkelde de fonograaf en de gloeilamp in de jaren direct erna. Andere uitvindingen van belang waren bijvoorbeeld de typemachine en de vereenvoudiging van de fotocamera door George Eastman, de oprichter van Kodak.
Rond de eeuwwisseling begon de auto-industrie aan een niet te stuiten opmars. Detroit werd het centrum van deze industrietak met de oprichting van Cadillac in 1901. Later maakten ook Ford en General Motors hun hoofdkwartier in de Motor City. Henry Ford introduceerde in 1913 de lopende band in zijn fabrieken en begon hiermee een revolutie in industriële productiemethoden. In 1908 introduceerde Ford zijn beroemd geworden Model T dat de automobiel bereikbaar maakte voor de "gewone man" en in 1915 rolde de één miljoenste automobiel van de lopende band in de Ford-fabrieken.
Een verdere doorbraak in de transportwereld volgde in 1903, toen de Gebroeders Wright voor de eerste maal een gemotoriseerde vlucht in een vliegtuig maakten. De vlucht, in Kitty Hawk, North Carolina, duurde slechts enkele seconden maar was het begin van de moderne luchtvaartindustrie. Al in 1917 werd in Florida de eerste reguliere passagiersdienst geopend. Ondergrondse metrolijnen werden ook in gebruik genomen, eerst in Boston in 1897 en later, in 1904, in New York.

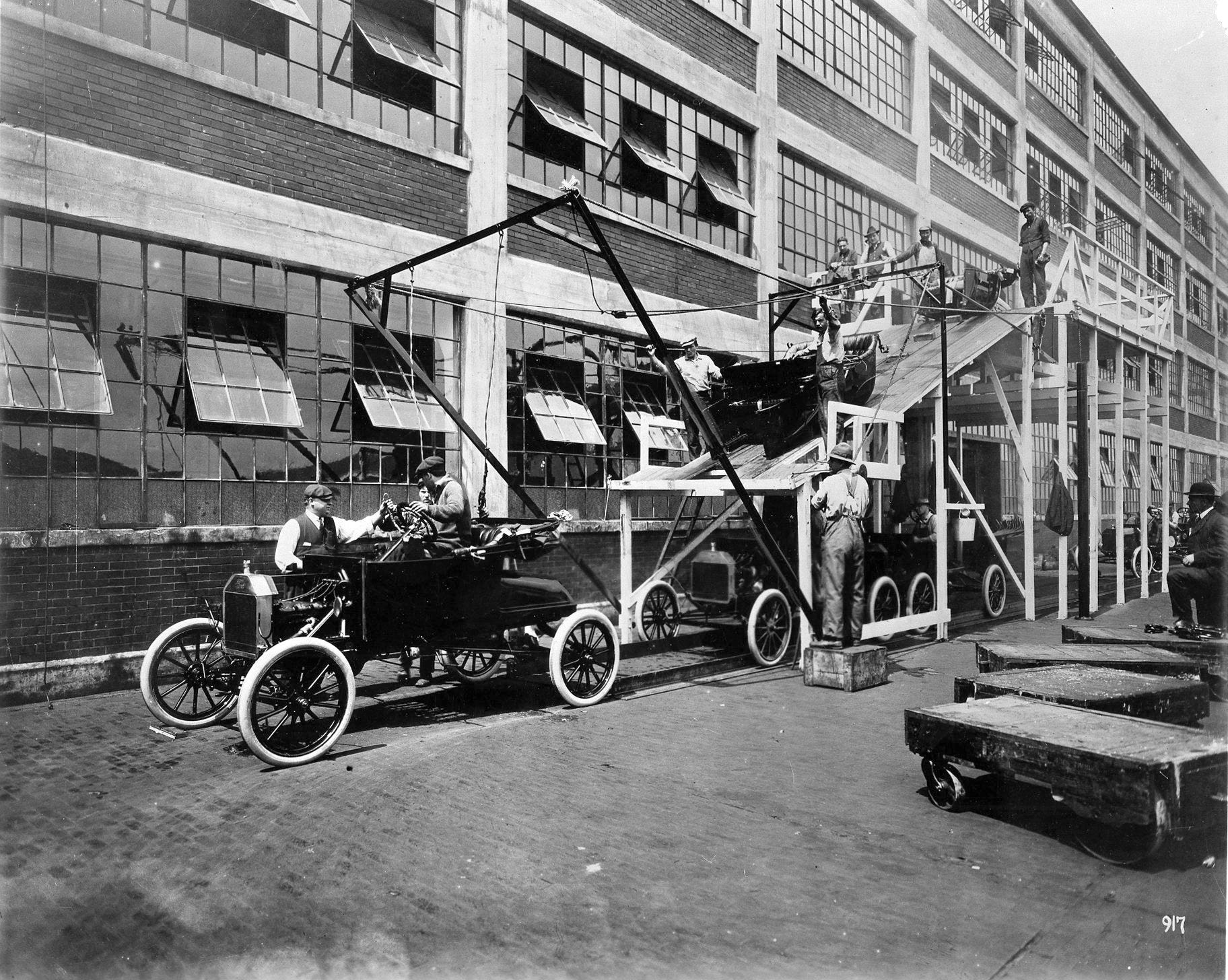
Lopende band in de Ford-fabrieken

De grote Amerikaanse steden kregen een radicaal ander aangezicht met de ontwikkeling van de wolkenkrabber. De eerste werd in Chicago gebouwd, in 1883, hetzelfde jaar dat in New York de Brooklyn Bridge werd geopend. Aan het begin van de 20e eeuw werd in New York de Flatiron Building gebouwd, de eerste van wat een oerwoud van wolkenkrabbers zou worden op Manhattan.

### Gilded Age
De periode van economische vooruitgang en bevolkingsgroei van na de Burgeroorlog en de Reconstruction staat bekend als de Gilded Age, een term die door Mark Twain en Charles Dudley Warner voor het eerst werd gebruikt in een boek dat zij in 1873 publiceerden, doelend op de excessen die de periode voortbracht in de vorm van uitingen van welvaart. De Gilded Age duurde tot aan 1893 toen een diepe economische depressie het einde van een lange periode van groei betekende.
De Gilded Age werd gekenmerkt door een snelle groei in het aantal middelgrote en grote corporaties en kleinere bedrijven zoals spoorwegmaatschappijen, banken en fabrieken alsmede een groei in het aantal immigranten die het land binnenstroomden en die deze expansie voortstuwden. Industriële magnaten zoals John D. Rockefeller, John Pierpont Morgan en Cornelius Vanderbilt vergaarden enorme rijkdommen, soms via hardhandige tactieken die de competitie buitenspel zette terwijl filantropen als Andrew Carnegie en Rockefeller vele publieke instituten financierden. Musea, ziekenhuizen, universiteiten, theaters en bibliotheken die hun namen nu nog dragen zijn hiervan het resultaat. De architectuur van deze periode, die deze publieke instituten huisvesten, wordt gekenmerkt door de beaux-arts-stijl van bouwen. De wereldtentoonstelling van 1893 in Chicago, de Columbian Exposition, een groots opgezet evenement bezocht door meer dan 25 miljoen mensen, was een schoolvoorbeeld van wat de Gilded Age voortbracht.
De industriële productie van de Verenigde Staten, bijvoorbeeld van kolen en staal, steeg boven die van de grote Europese machten gezamenlijk uit. United States Steel werd aan het begin van de nieuwe eeuw het eerste bedrijf in de wereld met een omzet van meer dan één miljard dollar. Steden in het Noordoosten zoals Pittsburgh, waar de staalindustrie was geconcentreerd, groeiden snel in bevolking en welvaart. Olie, dat eerst in Pennsylvania werd gewonnen, won aan belang en maakte van J. D. Rockefeller, de oprichter van de Standard Oil Company, de rijkste man ter wereld. Bedrijven consolideerden zich in trusts en monopolies die de welvaart en macht in handen van een beperkt aantal corporaties gaf. De strijd tegen deze praktijken zou zich vooral in de periode van na de depressie van 1893 afspelen.

### Politieke verdeeldheid

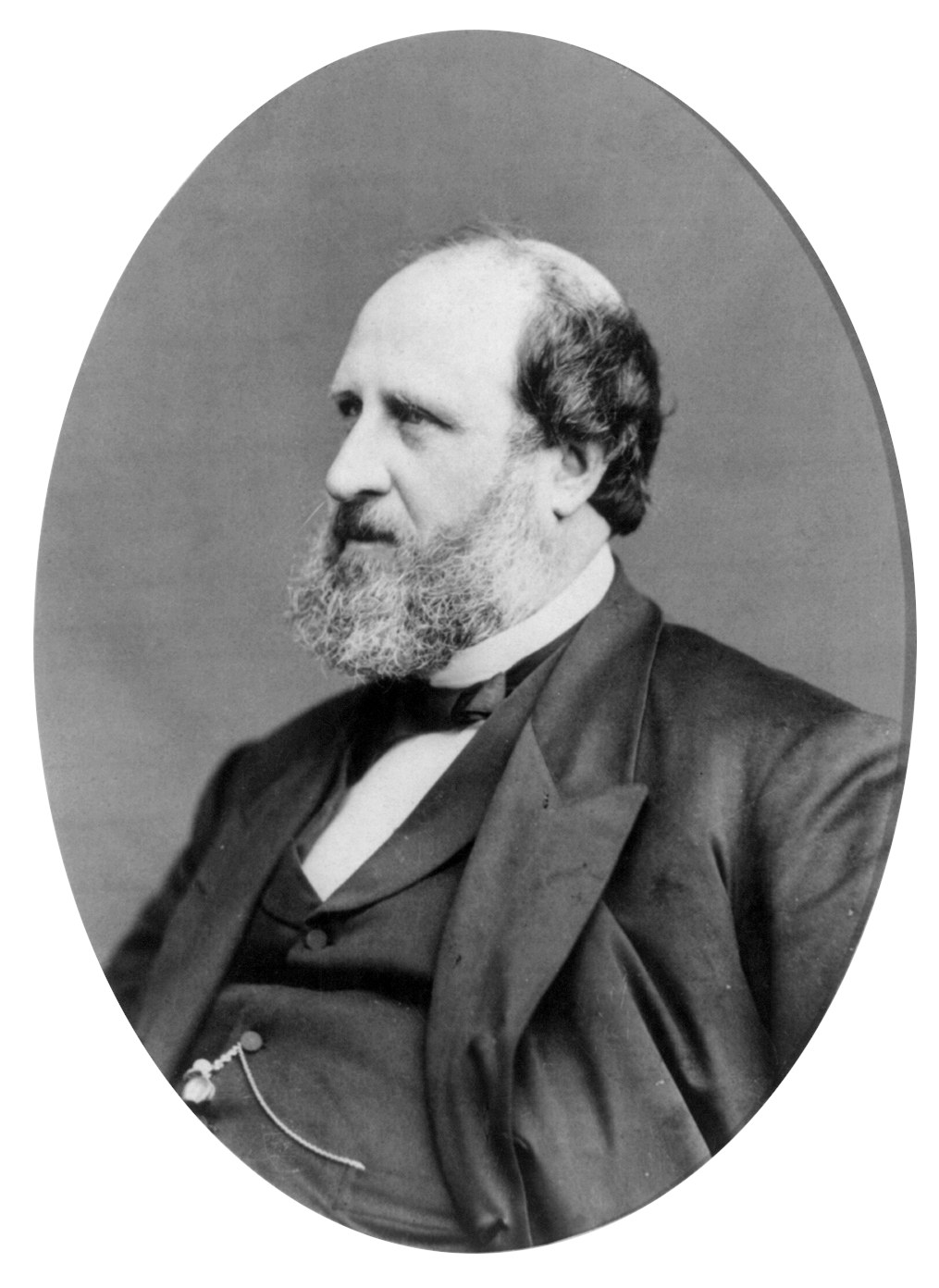
William Boss Tweed, Democratische partijbaas van New York

De twee grote politieke partijen, de Republikeinen en de Democraten, waren verdeeld over de mate van overheidsinterventie die gewenst was in de economie. De Democraten, die ook agiteerden tegen de corruptie die tijdens en vlak na de Reconstruction bestond in de politiek, stonden weinig tot geen overheidsbemoeienis voor terwijl de Republikeinen, gesteund door de zich ontwikkelende vakbondsbeweging, hoge tarieven en interventie voorstonden om zo de Amerikaanse arbeider te beschermen en de lonen van arbeiders, die hoger waren dan in bijvoorbeeld Europa, te handhaven. Beide partijen organiseerden zich sterk en verkiezingscampagnes werden hard bevochten. In New York bijvoorbeeld, ontstond de machtige (Democratische) partijbureaucratie, Tammany Hall, onder leiding van William Boss Tweed, waar corruptie welig tierde. De herinnering aan de Burgeroorlog werd in campagnes vooral door Republikeinen naar voren geschoven en het land werd politiek verdeeld in het Republikeinse noorden en een Democratische meerderheid in het zuiden hetgeen het werk van het Congres vaak frustreerde als gevolg van de evenredige balans tussen de twee blokken.
De economische groei tussen 1865 en 1893 was niet altijd even sterk en in 1873 brak de Paniek van 1873 uit, een drie jaar durende depressie die werd gekenmerkt door faillissementen en stakingen. Het was echter de Paniek van 1893 die een einde maakte aan de Gilded Age en die voor een politieke hervorming zorgde en het progressieve tijdperk inluidde, voornamelijk vertegenwoordigd door het presidentschap van Theodore Roosevelt.
In de laatste twee decennia van de 19e eeuw werd de populistische beweging die voornamelijk in het zuiden en in de agrarische westelijke staten voet aan de grond kreeg, van belang. De Populistische Party stond, evenals de Democratische presidentskandidaat in de verkiezingen van 1892, Grover Cleveland, een munt gebaseerd op zilver voor om zo de inflatie op te stuwen. Hiermee zouden de financiële moeilijkheden waarin zuidelijke en westerse boerenbedrijven zich bevonden als gevolg van economische schommelingen en een grote droogte op de prairies in de jaren 1880, worden verminderd. Republikeinen, gesteund door Wall Street, stonden een handhaving van de gouden standaard voor. De Paniek van 1893 het daaropvolgende jaar bracht de discussie weer naar voren. Hoge werkloosheid en dalende prijzen van landbouwgoederen droegen hiertoe in grote mate bij en Cleveland, die de verkiezingen had gewonnen, was niet bij machte hiertegen veel te doen.

### Opmars van de vakbondsbeweging
Het bestaan voor de gemiddelde arbeider in de late 19e en vroege 20e eeuw, hoewel vaak beter dan in andere landen, was niet altijd makkelijk. Monopolies betekenden weinig competitie in vele bedrijfstakken en vaak werkte men 10 tot 12 uur per dag voor relatief lage lonen. Pas in 1874 bijvoorbeeld werd voor het eerst, in de staat Massachusetts, een wet aangenomen die kinderarbeid enigszins beknotte.
De eerste stappen voor arbeidersrechten werden in 1869 gezet toen in Philadelphia de Knights of Labor werd opgericht. Later werd de meer succesvolle American Federation of Labor opgericht door Samuel Gompers met als doel werkcondities voor arbeiders te verbeteren via kortere werkweken en hogere lonen. De eerste grote staking die werd georganiseerd, de Grote Spoorwegstaking in 1877, leidde tot hevige rellen in diverse steden. In 1894 werd een staking tegen de Pullman Palace Car Company bloedig door federale troepen neergeslagen nadat de staking het spoorwegverkeer in de VS had lamgelegd.
Meer militante vakbondsbewegingen zoals de IWW (Industrial Workers of the World) riepen openlijk op tot een klassenstrijd en poogden een socialistische revolutie te ontketenen.

## Het progressieve tijdperk
Nadat de economische neergang van de Paniek van 1893 tot stilstand was gekomen veerden de Verenigde Staten snel weer op. De presidentsverkiezingen van 1896 gingen in grote mate wederom over de vraag of de dollar aan goud gekoppeld moest zijn. De Democratische kandidaat, William Jennings Bryan werd gesteund door de Populisten die in de Democratische Partij waren opgegaan. De verkiezingen werden echter gewonnen door William McKinley, de Republikeinse kandidaat, die de dichtbevolkte staten in het Noorden en Oosten in zijn kamp kon scharen. William McKinley stond tevens een meer agressief buitenlands beleid en protectionistisch handelsbeleid voor om zo de binnenlandse economie te beschermen. Tijdens McKinleys presidentschap werd ook een begin gemaakt met de overzeese expansie van de Verenigde Staten. De VS waren met name geïnteresseerd in het eigen Westelijk Halfrond waar het al sedert de aanname van de Monroedoctrine Europese inmengingen afwees.
McKinleys presidentschap leidde het begin van het progressieve tijdperk in de Amerikaanse politiek in. Dit tijdperk werd gekenmerkt door een breuk met de corruptie die na de Burgeroorlog in de Amerikaanse politiek was geslopen. Ook waren de progressieven tegen verkwanseling van de overheidsuitgaven. In deze periode werden tevens een aantal amendementen op de grondwet aangenomen die onder andere vrouwenkiesrecht en de directe verkiezing van senatoren regelden. Ook werden in een aantal staten maatregelen geïntroduceerd die burgers meer invloed op het bestuur moesten geven zoals het recht op referendum dat op initiatief van de burger kon worden uitgeschreven en een procedure waarmee met voldoende steun een functionaris uit een verkozen ambt kan worden gezet.
Tijdens het progressieve tijdperk werden ook maatregelen getroffen die de gewone man moesten beschermen tegen uitbuiting door corporaties en de overheid. Er werden wetten aangenomen die kinderarbeid verder aan banden legde, deels de 8-urige werkweek invoerde, en schoolplicht introduceerde.

### Amerika wordt een wereldmacht
Het vertrouwen dat de verkiezing van McKinley bij velen teweegbracht zorgde al in 1897, het eerste jaar van zijn ambtsperiode, voor een economische opleving. Het was echter op het gebied van de buitenlandse politiek dat McKinleys presidentschap grote betekenis kreeg. Een van de gebieden die McKinleys aandacht trok was het koninkrijk Hawaï. Naast uitbreiding van de buitenlandse markt voor Amerikaanse producten zag de president ook het potentieel in van de aanleg van een marinebasis op de eilanden. Voor zijn presidentschap, als lid van het Congres, pleitte hij reeds voor de annexatie van de eilandengroep.
In 1894 maakte een staatsgreep een einde aan het koninkrijk, geholpen door Amerikaanse bedrijven die investeerden in Hawaï. Hawaï werd een republiek en in 1898 werden de VS en de Hawaïaanse president Sanford Dole het eens over een verdrag ter annexatie van de archipel bij de Verenigde Staten. Op 6 juli 1898 nam het Congres in Washington D.C. de annexatieresolutie aan en op 30 april 1900 werd Hawaï een territorium van de VS.

### Spaans-Amerikaanse Oorlog

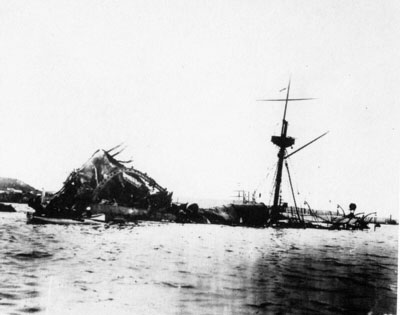
Wrak van de U.S.S. Maine in de haven van Havana

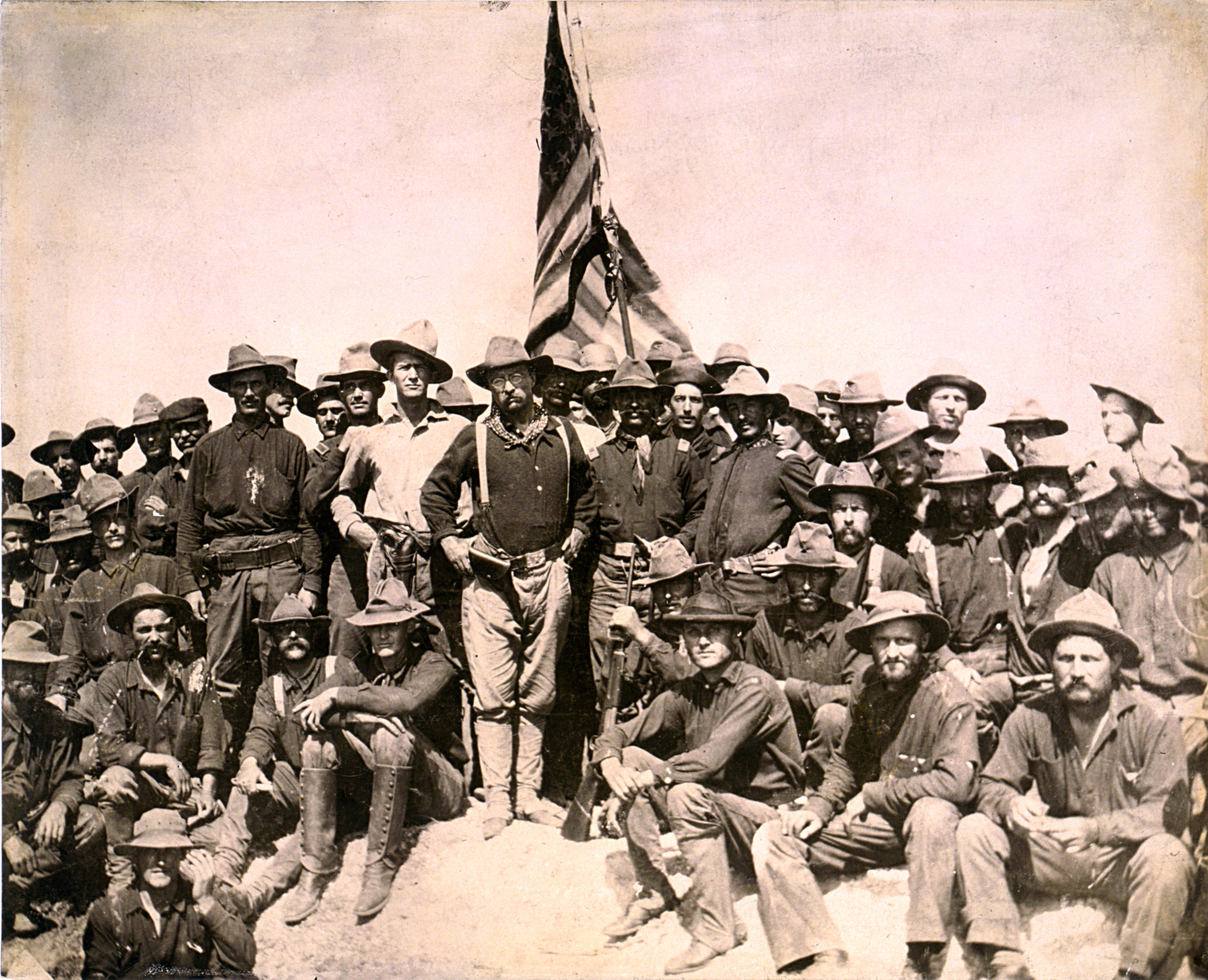
Theodore Roosevelt te midden van de Rough Riders op de top van San Juan Hill in Cuba, 1898

In het Westelijk Halfrond, Amerika's achtertuin, werd Cuba alsmede Puerto Rico nog altijd als kolonie door Spanje bestuurd hoewel de Spaanse controle over Cuba steeds zwakker werd ten gevolge van veelvuldige opstanden tegen het koloniale bestuur in de jaren 1880 en 1890. Berichten over Spaanse wreedheden in Cuba werden in de Verenigde Staten veelvuldig gepubliceerd wat de publieke opinie fel tegen Spanje deed keren. De Democraten in het Congres begonnen openlijk op te roepen tot oorlog tegen de Europese koloniale macht en de pers, met name sensationele verslaggeving in kranten die door mediamagnaat William Randolph Hearst werden gepubliceerd, sprongen daar gretig op in.
President McKinley en elementen in het Congres trachtten zich te verzetten tegen deze emotionele roep om oorlog en opteerden aanvankelijk voor een diplomatieke oplossing die echter door Spanje van de hand werd gewezen. Begin 1898 werd een marineschip, de U.S.S. Maine naar de haven van Havana gestuurd. Het was McKinleys bedoeling Spanje een teken te geven dat de vriendschappelijke banden niet verbroken dienden te worden ondanks de opruiende Amerikaanse persberichten die er waren verschenen over wat er met de Cubaanse rebellen was gebeurd. Daarnaast was het sturen van het oorlogsschip ook een maatregel om Amerikaanse belangen in Cuba te beschermen. Ondanks Spaanse ongerustheid over de aangekondigde aanwezigheid van het schip in een Cubaanse haven was het vooraf duidelijk dat ze de Amerikanen niets in de weg wilden leggen. In de nacht van 15 op 16 februari 1898, drie weken na haar aankomst, ontplofte de Maine ineens en zonk snel. Daarbij verloren 260 bemanningsleden het leven. De kapitein, Charles Sigbec, en een aantal officieren overleefden de ontploffing die plaatsvond om 21u40. De oorzaak van de ramp werd nooit duidelijk, al waren er vermoedens dat een mijn een munitieopslagruimte in het schip tot ontploffing had gebracht. Spanje bood aan om de zaak mee te helpen onderzoeken om te kunnen aantonen dat ze er helemaal niet bij betrokken waren geweest. De roep om oorlog werd nu echter zo luid dat ook McKinley zich niet langer kon verzetten en het Amerikaanse Congres stemde voor oorlog met Spanje. Voor de oorlog werd in het Congres nog het Teller Amendement aangenomen, een stipulatie die Amerikaanse annexatie van Cuba verbood, hiermee aangevende dat de oorlog om humanitaire redenen werd gevoerd. Een bekende slogan die veel gehoord werd tijdens de oorlog was de kreet "Remember the Maine, to hell with Spain!".
Hoewel de oorlog begon om Cuba breidde hij al snel uit naar andere Spaanse bezittingen. Amerikaanse troepen vielen Cuba binnen en ook de Filipijnen werden strijdtoneel. Het Amerikaanse leger was slecht voorbereid op oorlog maar er was genoeg animo onder de bevolking. Een van de bekendste militie-eenheden die in de oorlog vochten stond onder leiding van luitenant-kolonel en later kolonel Theodore Roosevelt. Roosevelt, die eerst als onderminister van de marine in McKinleys regering diende, trommelde een vrijwilligersleger op dat deels bestond uit persoonlijke vrienden en cowboys. Dit regiment, formeel de First U.S. Volunteer Cavalry Regiment kreeg faam onder de naam Rough Riders na enkele succesvolle veldslagen nabij Kettle Hill en San Juan Hill op Cuba.
Op de Filipijnen werden de Amerikanen aanvankelijk gesteund door Emilio Aguinaldo's bevrijdingsbeweging die al langere tijd tegen de Spaanse overheersers streed. Na afloop van de oorlog werden de eilanden echter door de VS geannexeerd waarna er een oorlog uitbrak tussen Amerikaanse troepen en Filipijnse guerrillastrijders die meer autonomie of zelfs onafhankelijkheid eisten. Vanaf 1902 was de Amerikaanse controle over de archipel verzekerd en de Filipijnen werd vanaf 1946 onafhankelijkheid beloofd.
Hoewel Spanje een Europese koloniale mogendheid was, bleek het land niet opgewassen tegen het Amerikaanse machtsvertoon en na slechts 113 dagen oorlog werd de Vrede van Parijs getekend waarbij Spanje naast Cuba en de Filipijnen ook Guam en Puerto Rico opgaf. Guam en Puerto Rico werden, evenals de Filipijnen, door de VS geannexeerd, hoewel McKinley aanvankelijk slechts een marinebasis in de Aziatische eilandengroep wilde stichten. Tegenstrijdig met het Teller Amendement werd het Platt amendement aangenomen dat enige restricties oplegde aan Cubaanse onafhankelijkheid. Zo kon het land geen allianties met derden aangaan en reserveerden de VS het recht om militair te interveniëren op het eiland als Amerikaanse belangen in het geding waren. Ook verkregen de Amerikanen het gebruik van een marinebasis op Cuba, Guantánamo Bay.
De door de oorlog ontstane situatie waarin de Verenigde Staten diverse overzeese gebiedsdelen hadden verkregen deed in Amerika zelf veel stof opwaaien en leidde tot de oprichting van de Amerikaanse Anti-Imperialistische Liga (American Anti-Imperialist League) waar onder anderen Mark Twain en Andrew Carnegie lid van werden. Zij achtten het hebben van overzeese bezittingen in strijd met de Amerikaanse idealen van vrijheid en democratie.

### Begin van het imperialisme
De Spaans-Amerikaanse Oorlog van 1898 mocht dan wel kort geweest zijn en verlopen zijn zonder veel bloedvergieten, de politieke impact ervan was enorm. Vóór deze oorlog heerste er onder de Amerikanen de overtuiging dat hun land zich niet met het buitenland moest bemoeien. De Spaans-Amerikaanse Oorlog zette de VS echter op de weg van het imperialisme. Sinds de Burgeroorlog was de economie van de VS enorm gegroeid en de mening dat de VS zich dan ook maar als een supermacht moest gedragen won stilaan veld. De invloedrijke kapitein-ter-zee Alfred T. Mahan pleitte ervoor dat de VS over een sterke zeemacht zouden beschikken om het te graven Panamakanaal zowel aan de Caribische als aan de Pacifische kant te beheersen. De steeds aangroeiende bevolking werd ook door propagandisten van een imperialistische VS aangehaald om zich actiever met buitenlandse zaken bezig te houden.

### Verdere overzeese gebiedsuitbreiding
De annexatie van Hawaï en de bezittingen die de Verenigde Staten na de Spaans-Amerikaanse Oorlog hadden verworven waren niet de enige instanties van gebiedsuitbreiding al waren zij wel de belangrijkste aan het eind van de 19e eeuw. Al veel eerder, kort na de Burgeroorlog, breidden de VS zich voor het eerst uit buiten de grenzen van wat heden ten dage de Lower 48 States wordt genoemd. In 1867 onderhandelde Secretary of State (minister van Buitenlandse Zaken) William Seward die onder Lincoln en Andrew Johnson diende, succesvol over de aankoop van Alaska. Dit enorme Arctische gebied, ruim 1,6 miljoen km2 groot en aanvankelijk Russisch bezit, werd voor "slechts" $7,2 miljoen gekocht door de VS, een aankoop die door sommigen als absurd werd gekenmerkt daar het potentieel van Alaska als nihil werd gezien. Men deed het af als Seward's Folly of Seward's Icebox en aanvankelijk ontwikkelde het nieuwe territorium zich maar moeizaam. Pas na enkele goudkoortsen, onder andere die van Klondike, groeide de bevolking van het gebied in spurten om later weer af te nemen. Het zou tot 1959 duren vooraleer Alaska als staat in de Unie werd opgenomen.
In het kader van de Guano Islands Act werden diverse kleine eilandjes door de VS geclaimd, waarvan enkele nu nog Amerikaans bezit zijn. De wet, in 1856 door het Congres aangenomen, maakte het mogelijk voor Amerikaanse staatsburgers om ongeclaimde eilanden, waar guano kan worden gewonnen, in bezit te nemen. Tientallen eilandjes werden onder deze wet opgeëist waarvan enkele tegenwoordig de Kleine afgelegen eilanden van de Verenigde Staten uitmaken. Hieronder behoren onder andere Jarvis, Howlandeiland, Bakereiland, Johnstonatol en Palmyra-atol. Ook Navassa eiland in de Caraïbische Zee is Amerikaans bezit hoewel dit eiland ook door Haïti wordt geclaimd.
Samoa werd in de 19e eeuw door onder andere de VS, Groot-Brittannië en Duitsland gekoloniseerd. Na diverse onderlinge conflicten werd bij het Verdrag van Berlijn in 1899 een deel van de eilandengroep aan de Amerikanen toegewezen en op 7 juni 1900 kwamen deze eilanden officieel onder soevereiniteit van de VS onder de naam Amerikaans-Samoa. De inwoners van dit gebied, het Amerikaanse staatsburgerschap hebbende verworven, hebben de voorkeur, ondanks het feit dat de overige eilanden inmiddels de onafhankelijkheid hebben verkregen, om de status-quo te blijven handhaven.
In 1917 ten slotte, aan de vooravond van de Amerikaanse participatie aan de Eerste Wereldoorlog, kochten de VS Deens West-Indië van Denemarken. De eilanden, St. Croix, St. John en St. Thomas, alsmede enkele kleinere eilandjes, werden voor $25 miljoen aangekocht omdat de Verenigde Staten vreesden dat Duitsland de controle over de Deense kolonie zou verkrijgen indien deze Denemarken zou binnenvallen. Na enkele maanden van onderhandelingen werd in 1916, bij referendum, het verdrag ter aankoop met grote meerderheid door de eilandbewoners aangenomen en op 31 maart 1917 kwam de archipel onder de naam Amerikaanse Maagdeneilanden onder Amerikaanse soevereiniteit te staan.

### Herverkiezing en moordaanslag

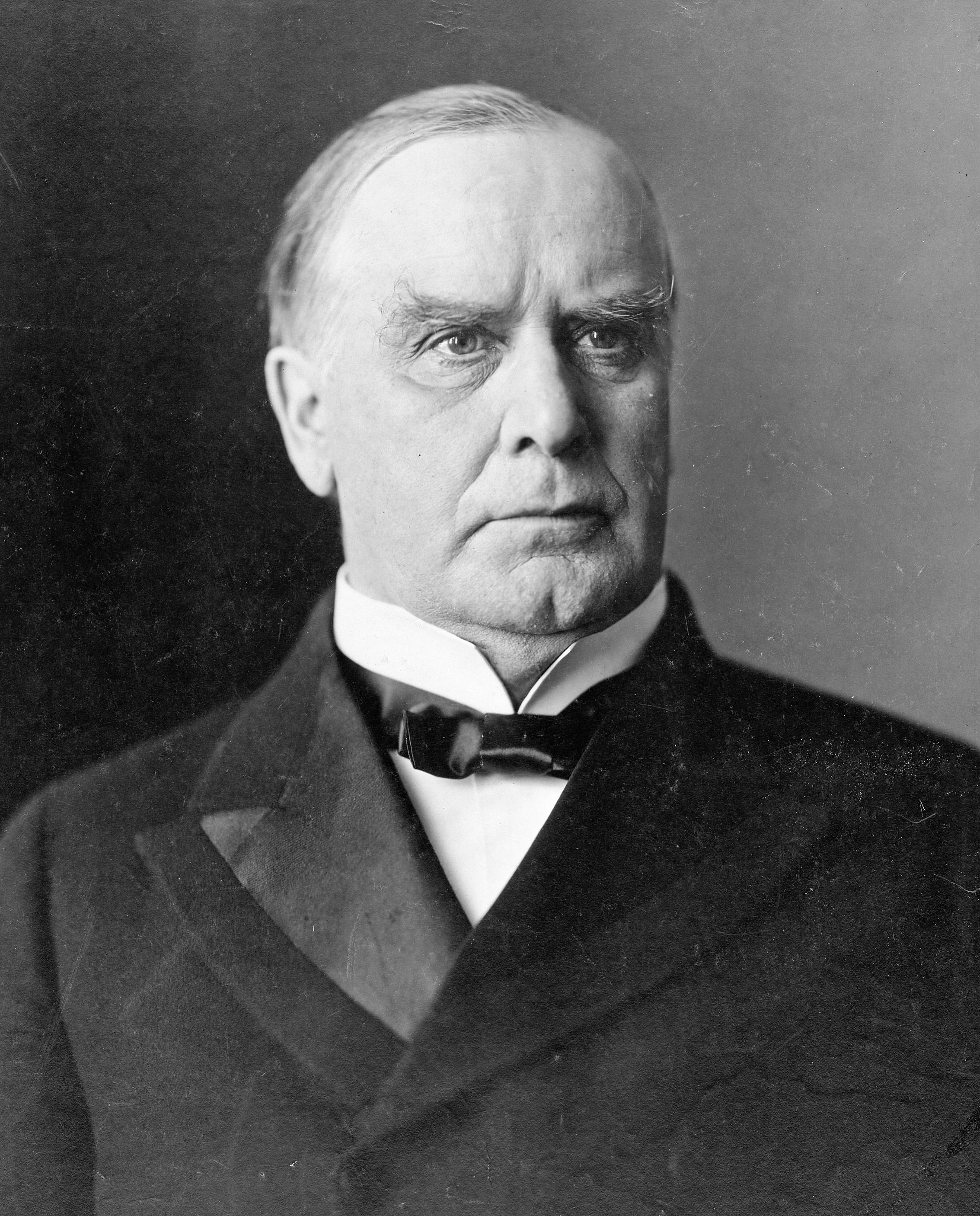
President William McKinley

De succesvol verlopen oorlog met Spanje en de oplevende economie maakte van de presidentsverkiezingen van 1900, waar McKinley zich herkiesbaar stelde, bijna een uitgemaakte zaak. Aan de Democratische kant was het wederom William Jennings Bryan die het tegen McKinley opnam en hoewel Bryan de oorlog had gesteund en zich zelfs vrijwillig aanbood om in de strijdkrachten te dienen was hij tegen de annexatie van de Filipijnen. Ook zette Bryan zich weer in voor zijn oude stokpaardje, een op zilver gebaseerde munteenheid. Uiteindelijk won McKinley, met Theodore Roosevelt als zijn running mate, met gemak de verkiezingen.
Enkele maanden na zijn tweede inauguratie in Washington bezocht de president de Pan-Amerikaanse tentoonstelling in Buffalo, New York waar hij op 6 september 1901 door de anarchist Leon Czolgosz in de buik werd geschoten. Dokters voerden een operatie uit op de zwaargewonde president om de kogel te verwijderen, iets dat met de medische kennis van die periode veel risico met zich meebracht. Aanvankelijk leek McKinley langzaamaan te beteren maar circa een week na de moordaanslag verslechterde zijn situatie weer in rap tempo en acht dagen na de aanslag, op 14 september, bezweek McKinley aan de gevolgen van gangreen die zich rond zijn wonden had verspreid. Roosevelt werd president terwijl Czolgosz later werd veroordeeld voor de moord op McKinley en werd geëxecuteerd. McKinley was de derde president die door een moordaanslag om het leven werd gebracht. Naast Abraham Lincoln was het ook James Garfield die dit lot in 1881 niet bespaard bleef.

## Theodore Roosevelt
Na de dood van president McKinley werd Theodore Roosevelt ingezworen als de 26e president van de Verenigde Staten. Met zijn 42 jaar was Teddy Roosevelt, zoals zijn bijnaam luidde, de jongste president in de geschiedenis van het land. Roosevelt had naam en faam als oorlogsheld - hij leidde de Rough Riders tijdens de oorlog met Spanje in 1898 - en zijn imago als jong en energierijk westerner maakte hem een van de populairste en belangrijkste presidenten die de VS rijk waren.

Theodore "Teddy" Roosevelt

Roosevelt, geboren in New York in 1858, was een veelzijdig man met grote interesse in de natuurlijke wereld, wetenschap alsmede geschiedenis en politiek. Roosevelt was ook een begaafd schrijver en zijn boek over de marine tijdens de Oorlog van 1812 wordt nog steeds beschouwd als een van de belangrijkste werken in zijn genre.
Roosevelts tijd als gouverneur van de staat New York stond in het teken van zijn strijd tegen corruptie in de politiek, iets wat ook tijdens zijn presidentschap een belangrijk punt was van zijn beleid. Het totaal van zijn binnenlandse beleid, een voortzetting van een progressief beleid en bekend onder de naam Square Deal stond deels in het teken van de herstructurering van de positie van de overheid in de economie. De president streed tegen trusts en monopolies, bedrijven die een te groot marktaandeel hadden of oneerlijke competitie bedreven. In totaal werden onder zijn leiding 44 rechtszaken aangespannen tegen grotere corporaties, iets wat hem de bijnaam Trust-buster bezorgde. De Republikeinse president zette hiermee het proces voort dat al in 1890 werd gelanceerd na de aanname door het Congres in Washington van de Sherman Anti-Trust Act die de vorming van trusts en monopolies moest tegengaan. Roosevelts directe opvolger, president Taft, voerde zelfs meer dan 70 rechtszaken tegen trusts. De bekendste antitrustzaak was die tegen de Standard Oil Company, het moederbedrijf van onder andere Exxon, Chevron en Mobil, dat in 1911 werd gedwongen om zich in tientallen kleinere bedrijven te splitsen.
Verder werden onder Roosevelt de spoorwegen strenger gereguleerd en er kwam regelgeving voor de voedselindustrie, met gevarieerd succes. Tijdens zijn tweede termijn werd ook een nieuwe kabinetspost gecreëerd, dat van het Departement van Handel (Department of Commerce).

### Natuurbescherming onder Roosevelt

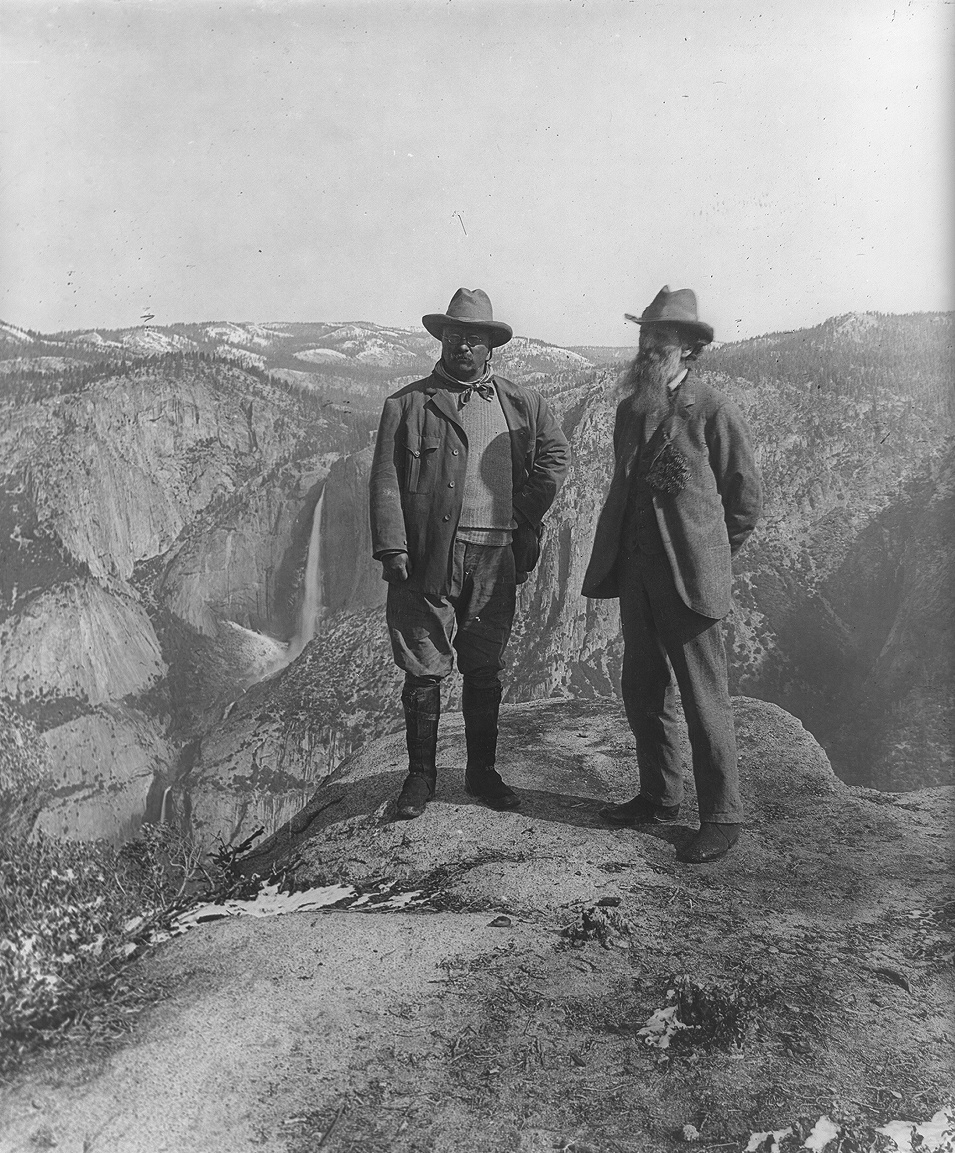
Roosevelt, hier samen met John Muir in Yosemite National Park

Theodore Roosevelt bracht zijn voorliefde voor de natuur met zich mee naar het Witte Huis. Onder zijn regeerperiode werden ruim 1 miljoen km2 land gereserveerd voor het behoud van natuurschoon en unieke ecosystemen alsmede archeologisch belangrijke gebieden. Het systeem van Nationale Parken in de VS werd sterk uitgebreid, niet alleen met nationale parken maar ook met nationale bossen, monumenten en beschermde natuurgebieden voor diverse vogel- en diersoorten.
Het huidige Theodore Roosevelt National Park in North Dakota, waar Teddy veel tijd spendeerde, werd naar hem vernoemd als eerbetoon voor zijn natuurbeschermingsbeleid.

### Buitenlands beleid
Het buitenlandse beleid van de Verenigde Staten was onder Roosevelt assertiever dan nooit tevoren. Volgens de president was het aan de beschaafde wereld om "onbeschaafde" maatschappijen vooruit te helpen. Hij gebruikte het leger in de nieuw verkregen overzeese gebiedsdelen om bijvoorbeeld de gele koorts te bestrijden en de algemene volksgezondheid te verbeteren. Ook werd de infrastructuur sterk verbeterd terwijl in de Filipijnen duizenden leraren uit de VS werden ingezet om het onderwijssysteem op poten te zetten.
De marine werd sterk uitgebreid, Roosevelt had altijd al het belang van de zeestrijdkrachten ingezien, en in 1907 werd deze op wereldtournee gezonden om de Amerikaanse macht aan de wereld te tonen.

#### Interventionisme
In Latijns-Amerika eisten de VS het recht van interventie op als in deze landen de politieke stabiliteit in het geding was of als Amerikaanse belangen in gevaar waren. De VS intervenieerden diverse malen in Midden-Amerika en het Caraïbische gebied als gevolg van deze Roosevelt Corrolary, een aanvulling op de Monroedoctrine, die Roosevelt had afgekondigd.
De actie die verreweg de meest verstrekkende consequenties had was de Amerikaanse interventie in Panama, een voormalige provincie van Colombia. Amerika had grote interesse in de bouw van een kanaal door de istmus van Panama om zo de afstand over zee tussen de oost- en westkust van de VS sterk te bekorten. In 1902 werden onderhandelingen gevoerd tussen Washington en de regering van Colombia over de overname door de Amerikanen van het project dat tot dan toe in handen van Frankrijk was. Nadat een verdrag was ondertekend haperde de ratificatie hiervan in de Colombiaanse Senaat die 10 miljoen dollar meer wilde krijgen voor de rechten om het kanaal aan te leggen dan was afgesproken. Uiteindelijk besloot Roosevelt, de Colombiaanse trainering van het verdrag beu, om Panama te steunen in diens strijd voor onafhankelijkheid. Na een korte revolutie in Panama werd in 1903 de Republiek Panama uitgeroepen en werd kort nadien een verdrag getekend met de regering van het nieuw onafhankelijk geworden land om het kanaal aan te leggen en te exploiteren. In 1914 werd de bouw van het Panamakanaal voltooid en tot 1999 zouden de Verenigde Staten de territoriale controle over de Panamakanaalzone uitoefenen.
In de eerste decennia van de 20e eeuw zouden de VS nog diverse malen interveniëren in Midden-Amerikaanse landen. Troepen werden veelvuldig gestuurd om Amerikaanse belangen te beschermen tijdens politieke onstabiliteit in bijvoorbeeld Panama, Honduras en Nicaragua. Op het eiland Hispaniola werden zowel Haïti (1915-1934) als de Dominicaanse Republiek (1916-1924) tijdelijk bezet door Amerikaanse troepen. De bezetting van Haïti werd deels ondernomen om Duitse controle over het land onmogelijk te maken aan de vooravond van de Eerste Wereldoorlog daar Duitsland een groot deel van de economie beheerste en het tevens politieke instabiliteit propageerde in het Franstalige land. Ook Nicaragua werd enige jaren bezet na de interventie van 1912 in dat land.
Aan de keerzijde, de president die ooit had gezegd: Speak softly and carry a big stick, and you will go far (Spreek zachtjes en breng een grote stok met je mee en je komt een eind), werd tevens de enige zittende president van de Verenigde Staten die een Nobelprijs voor de Vrede won, voor zijn bemiddeling in de Russisch-Japanse Oorlog van 1905.

### Taft en de Republikeinse splitsing

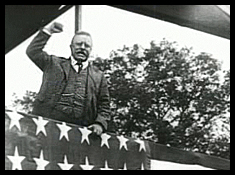
De altijd energierijke Roosevelt houdt een toespraak tot zijn volgelingen

Hoewel de populariteit van Theodore Roosevelt op een hoogtepunt was toen de presidentsverkiezingen van 1908 naderden - hij had daarnaast ook in 1904 al een grote overwinning behaald -, weigerde hij de traditie die George Washington had geschapen om niet meer dan twee termijnen te dienen, te breken. Zijn minister van Oorlog, William Howard Taft werd, met weinig enthousiasme van Taft zelf, uitgeroepen tot Roosevelts opvolger als kandidaat voor de Republikeinen. Taft nam het op tegen de Democraat, voor de derde maal, William Jennings Bryan en won met redelijk veel gemak. Tafts stijl van regeren, wiens hart bij de rechtgevende macht lag en met tegenzin in het presidentiële zadel kwam te zitten, was echter radicaal anders dan die van Roosevelt en hij had nooit een stevige greep op de elementen in de Republikeinse Partij die het met zijn beleid oneens waren. Op het gebied van zowel de protectionistische handelstarieven als dat van de antitrustwetgeving kwam Taft veelvuldig in aanvaring met de progressieve vleugel van zijn partij die vond dat hij te veel naar de conservatieve vleugel neigde. Senator Robert La Follette van Wisconsin richtte de Nationaal Progressieve Republikeinse Liga op met als doel Taft van het politieke toneel te verdrijven.
Na vier jaar regeren had Taft zowel de Democraten als een groot deel van zijn eigen Republikeinse Partij tegen zichzelf in het harnas gejaagd en in 1911 brak ook Roosevelt met zijn protegé door zichzelf als kandidaat voor het presidentschap op te werpen. Tijdens de nomineringsconventie van de Republikeinen in 1912 was het lange tijd onzeker of Taft de meeste delegatieleden voor zich zou weten te winnen maar na twee weken was het voor Roosevelt duidelijk dat Taft aan het langste eind zou trekken. De oud-president brak hierop met zijn partij en richtte zijn eigen Progressieve Partij op. Deze partij kreeg de volksnaam Bull Moose Party nadat Roosevelt had verklaard "zo fit als een eland" (Engels: moose) te zijn.
Tijdens de verkiezingen slaagde Roosevelt er niet in om de overwinning naar zich toe te trekken maar hij haalde zoveel stemmen weg bij de Republikeinen dat ook Taft een verlies moest verwerken. De uiteindelijke overwinning ging naar de kandidaat voor de Democratische Partij, Woodrow Wilson die, hoewel hij minder stemmen vergaarde dan zijn twee concurrenten bij elkaar opgeteld, met gemak de overwinning in het kiescollege behaalde. Als gevolg van deze splitsing in de Republikeinse Partij zou deze laatste een steeds conservatievere koers gaan varen in de decennia die volgden. Taft intussen verliet opgelucht het Witte Huis en werd later de enige president die ook als opperrechter van het Hooggerechtshof zou dienen.

## Presidentschap van Woodrow Wilson
Na Wilsons inauguratie als de 28e president van de Verenigde Staten volgde een aantal verregaande binnenlandse economische maatregelen. De Underwood Tariff van 1913 verlaagde de protectionistische handelstarieven op vele goederen zoals katoen, voedingsmiddelen, ijzer en staal. Verder werden wetten aangenomen die arbeiders nog beter moesten beschermen en werden de eerste stappen genomen aangaande sociale zekerheid voor werknemers die arbeidsongeschikt werden. Een economische neergang die omstreeks 1913-1914 inzette had echter negatieve effecten op de internationale handel en verminderde het effect van de Underwood Tariff op de handel.
In 1913 werd de Federal Reserve Act aangenomen die het systeem van de Amerikaanse Centrale Banken creëerde. Hiermee werd voor het eerst in de geschiedenis van de VS de nationale munt direct door de overheid gereguleerd en was de uitgifte van munten en bankbiljetten niet meer in privéhanden. Er werden in totaal 12 Centrale Banken opgericht die gezamenlijk onder controle van de Federal Reserve Board kwamen te staan.

### Mexicaanse interventies
Nadat de Mexicaanse regering in 1913 omver was geworpen door Victoriano Huerta volgde een periode van revoluties in Mexico die de relaties met de VS ondermijnde. In 1914 kreeg Wilson lucht van een Duitse wapenleverantie aan de regering van de dictator die via de haven van Veracruz werd geïmporteerd. De marine kreeg orders om Veracruz in te nemen en op 21 april 1914 werd de stad eerst gebombardeerd vooraleer Amerikaanse troepen aan land kwamen om ze te bezetten. Er werden sporadische gevechten gemeld, maar op 24 april werd het weer rustig in Veracruz. De Amerikaanse troepen trokken zich 7 maanden later terug.
In 1916 vielen Amerikaanse eenheden wederom Mexico binnen, ditmaal als vergelding tegen de aanval die revolutionairen onder Pancho Villa op de stad Columbus, New Mexico hadden gepleegd. In januari en maart 1916 vielen Villa's manschappen de stad aan en vermoordden tientallen mensen en plunderden het plaatsje. Hierop stuurde president Wilson generaal John J. Pershing en 10.000 manschappen naar Mexicaans grondgebied om Villa gevangen te nemen. Meningsverschillen met de Mexicaanse regering over de Amerikaanse operaties binnen de grenzen van Mexico compliceerden de missie van Pershing, die later ook klaagde dat Washington hem te veel restricties had opgelegd. Het voornaamste doel, om Villa in te rekenen werd dan ook niet gehaald maar Villa's paramilitairen werden het bemoeilijkt om effectief te opereren in het grensgebied.

### De Verenigde Staten in de Eerste Wereldoorlog

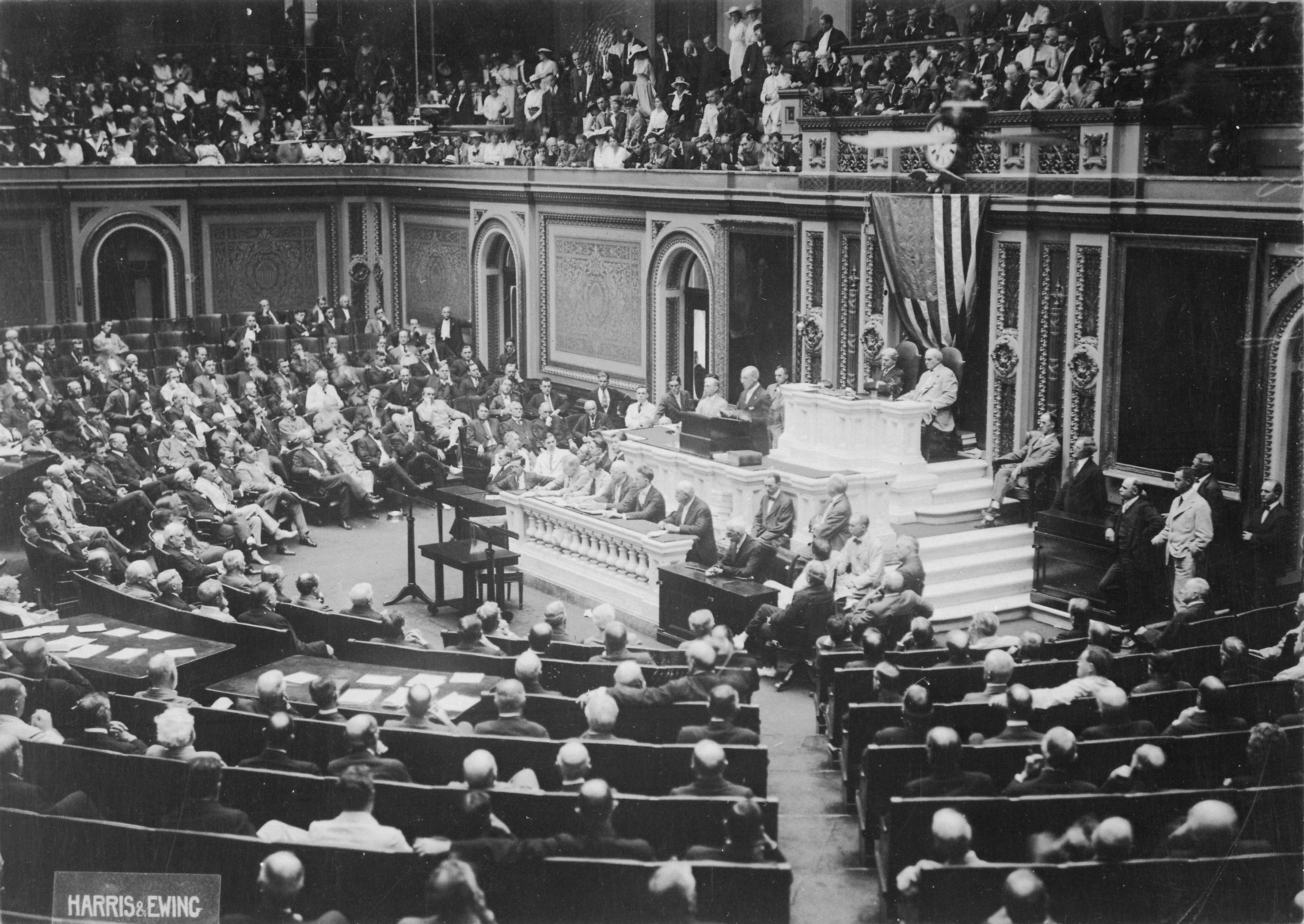
President Wilson spreekt het Congres in Washington toe waar hij aankondigt dat de Verenigde Staten de diplomatieke relaties met Duitsland hebben verbroken

Hoewel de Verenigde Staten in de decennia net voor de uitbraak van de oorlog in Europa in 1914 een steeds grotere rol kwamen te spelen in de wereld was de stemming in het land er een van isolationisme. Direct na uitbraak van de gevechten in Europa verklaarden de VS zich strikt neutraal. De sympathie van de meeste Amerikanen lag bij Frankrijk en Groot-Brittannië maar er was ook een aanzienlijk segment van de bevolking dat neutraal wenste te blijven of zelfs voor de Centrale mogendheden pleitte. Vele Amerikanen van Duitse afkomst waren dan ook openlijk pro-Duits.
Het tij begon langzaam te keren naar aanleiding van twee incidenten. Ten eerste was er de Duitse onderzeebootoorlog in de wateren rond Groot-Brittannië. Duitsland voerde niet alleen op Britse en Franse schepen aanvallen uit, maar ook op schepen van neutrale mogendheden. Op 7 mei 1915 werd het passagiersschip de Lusitania tot zinken gebracht door Duitse onderzeeërs, met onder andere 128 Amerikanen onder de slachtoffers als gevolg. Verder werd later het zogenaamde Zimmermanntelegram onderschept waarin Duitsland formeel de Mexicaanse regering steun aanbod indien Mexico de VS de oorlog zou verklaren indien Amerika zich tegen Duitsland zou keren. Mexico werd door de Duitsers onder andere beloofd dat het het gebied dat de VS in de Mexicaans-Amerikaanse Oorlog had verkregen weer zou kunnen terugwinnen.
Gedurende dit alles waren er in 1916 wederom presidentsverkiezingen. Wilson en de Democraten voerden campagne met als thema dat zij de VS neutraal hadden gehouden en beloofden de vrede te handhaven. De Republikeinen nomineerden Charles Evans Hughes die zowel progressieve als conservatieve stemmers trok. Uiteindelijk echter won Wilson, mede geholpen door een overwinning in Californië waar Wilson met minder dan 2000 stemmen verschil Hughes versloeg.
In de loop van 1916 begon Wilson zich op te werpen als internationale vredestichter en trachtte hij te bemiddelen tussen de Centrale en de Geallieerde mogendheden. Het was rond deze tijd dat Wilson ook het idee voor de Volkenbond naar voren bracht. Duitsland intussen vreesde dat de VS te zijner tijd aan geallieerde kant bij de oorlog zou worden betrokken en in januari 1917 kondigde het aan de totale onderzeebootoorlog te hervatten, iets dat sinds het incident met de Lusitania enigszins was beknot. Duitsland hoopte hiermee de overwinning te behalen voordat de Amerikaanse oorlogsmachine op gang kon komen. Hierop verbrak de VS de betrekkingen met Duitsland, maar de VS verklaarde Duitsland nog niet meteen de oorlog.
Maar nadat het incident met het Zimmermanntelegram bekend werd konden de VS zich niet meer neutraal opstellen. Op 2 april 1917 werd de oorlog verklaard aan Duitsland om, zo zei Wilson, de democratie en de rechten van de kleinere landen te waarborgen.
De Amerikaanse bevolking was ook na de oorlogsverklaring niet verenigd. Amerikanen van Duitse afkomst, socialisten en pacifisten verzetten zich tegen Wilson, maar in het algemeen steunde de meerderheid de oorlog wel. De transformatie van de economie van vredestijd naar die van een economie van een land in oorlog was snel en totaal. De verse Amerikaanse troepen die in 1918 aan de gevechten in Europa begonnen deel te nemen waren van cruciaal belang. De overige geallieerde legers waren de oorlog moe en de gevechten waren tot een impasse gekomen. Maar met Amerikaanse goederen en troepen werden de Duitse offensieven tegengehouden en boekten de geallieerden terreinwinst in de loopgravenoorlog die aan het westelijke front woedde.
Wilson opperde in 1918 zijn beroemd geworden Veertien Punten, een recept voor vrede die onder meer de opdeling van het Oostenrijk-Hongaarse Rijk en het Ottomaanse Rijk betekende. In oktober 1918 verklaarde Duitsland te kunnen leven met Wilsons vredesvoorstel en werden onderhandelingen gevoerd die op 11 november 1918 op een wapenstilstand uitliepen.
Wilsons status als vredestichter en de morele verdediger van de idealen van de democratie en de cruciale rol van de Amerikaanse troepen op de slagvelden van Europa brachten de macht van de Verenigde Staten in de wereld naar nieuwe hoogten. Na afloop van de oorlog echter, trokken de Amerikanen zelf zich alweer snel terug in hun eigen isolationisme.
Geschiedenis van: Antigua en Barbuda · Bahama's · Barbados · Belize · Canada · Costa Rica · Cuba · Dominica · Dominicaanse Republiek · El Salvador · Grenada · Groenland · Guatemala · Haïti · Honduras · Jamaica · Mexico · Nicaragua · Puerto Rico · Saint Kitts en Nevis · Saint Lucia · Saint Vincent en de Grenadines · Trinidad en Tobago · Verenigde Staten